# Saison 8 de New York, unité spéciale
Chronologie
Saison 7 Saison 9
Cet article, présente la huitième saison de New York, unité spéciale, ou La Loi et l'Ordre : Crimes sexuels au Québec, (Law and Order: Special Victims Unit), qui est une série télévisée américaine.

## Distribution

### Acteurs principaux
- Christopher Meloni (VF : Jérôme Rebbot) : détective Elliot Stabler
- Mariska Hargitay (VF : Dominique Dumont) : détective Olivia Benson
- Richard Belzer (VF : Julien Thomast) : détective John Munch
- Diane Neal (VF : Laëtitia Lefebvre) : substitut du procureur Casey Novak
- Ice-T (VF : Jean-Paul Pitolin) : détective Odafin Tutuola
- B. D. Wong (VF : Xavier Fagnon) : Dr George Huang
- Tamara Tunie (VF : Sylvie Jacob) : Dr Melinda Warner
- Dann Florek (VF : Serge Feuillard) : capitaine Don Cragen

### Acteurs récurrents

#### Membres de l'Unité spéciale
- Connie Nielsen : inspecteur Dani Beck (épisodes 2, 3, 4, 5, 7 et 8)

#### Avocats de la défense
- Betty Buckley : avocate de la défense Walsh (épisode 2)
- James Naughton : avocat de la défense Charlie Moss (épisode 3 et 13)
- Jill Marie Lawrence : avocate de la défense Cleo Conrad (épisodes 4, 11 et 18)
- Mariette Hartley : avocate de la défense Lorna Scarry (épisode 5)
- J. Paul Nicholas : avocat de la défense Linden Delroy (épisode 5)
- Ned Eisenberg : avocat de la défense Roger Kressler (épisode 6)
- Joe Grifasi : avocat de la défense Hashi Horowitz (épisode 7)
- Viola Davis : avocate de la défense Donna Emmett (épisode 8)
- Peter Riegert : avocat de la défense Chauncey Zierko (épisode 13)
- David Thornton : avocat de la défense Lionel Granger (épisode 15)
- John Cullum : avocat de la défense Barry Moredock (épisode 17)
- Barry Bostwick : avocat de la défense Oliver Gates (épisode 21)
- Steven Weber : avocat de la défense Matthew Braden (épisode 22)

#### Juges
- Stephen McKinley Henderson : juge Bernard (épisode 2)
- Joanna Merlin : juge Lena Petrovsky (épisodes 3, 11 et 12)
- Peter McRobbie : juge  Walter Bradley (épisodes 4, 13 et 21)
- Patricia Kalember : juge Karen Taten (épisodes 5 et 21)
- David Lipman : juge Arthur Cohen (épisodes 7 et 17)
- Philip Bosco : juge Joseph P. Terhune (épisode 8)
- Judith Light : juge Elizabeth Donnelly (épisodes 10, 15, 18 et 22)
- Peter Gerety : juge Peter Harrison (épisodes 11 et 22)

#### Hôpital
- Stephen Gregory : docteur Kyle Beresford (épisode 2)
- Laura Kai Chen : docteur Sanada (épisodes 3 et 7)

#### Mercy General Hospital
- Anne James : physicienne Jane Larom (épisodes 9 et 13)

#### NYFD
- Kevin Kolack : ambulancier pompier Butler (épisodes 1 et 2)
- Nathanael Albright : ambulancier pompier Jones (épisode 13)

#### NYPD

##### Chef de la police
- John Schuck : chef Muldrew (épisode 22)

##### Bureau des Affaires Internes
- Robert John Burke : sergent Ed Tucker (épisode 14)

##### Police scientifique
- Caren Browning : capitaine C.S.U. Judith Spier (épisodes 2, 4, 5 et 9)
- Joel de la Fuente : technicien T.A.R.U. Ruben Morales (épisodes 2, 9, 13, 15, 16 et 17)
- Mike Doyle : technicien Ryan O'Halloran (épisodes 3, 8, 10, 13, 15, 16, 17, 19 et 20)
- Liza Lapira : technicienne Lu (épisodes 11 et 14)

##### Officier de police
- Philip Levy : officier Fineman (épisode 3)

#### FBI
- Vincent Spano : agent Dean Porter (épisode 6, 19 et 22)

##### Assistance sociale
- Linda Powell : Lauren White (épisodes 8, 15 et 18)

#### Unité spéciale du Brooklyn
- Adam Beach : inspecteur Chester Lake (épisodes 12 et 22)

#### Entourage de l'Unité spéciale
- Isabel Gillies : Kathy Stabler (épisodes 2, 8, 10, 11, 14, 20 et 22)
- Allison Siko : Kathleen Stabler (épisodes 2, 8, 10, 18, 20, 21 et 22)
- Erin Broderick : Maureen Stabler (épisodes 10 et 21)
- Patricia Cook : Elisabeth Stabler (épisodes 10, 21  et 22)
- Jeffrey Scaperotta : Dickie Stabler (épisodes 10, 21 et 22)

### Invités
- Marcia Gay Harden : agent Dana Lewis (épisode 1)
- Robert Vaughn : Tate Speer (épisode 2)
- Leslie Caron : Lorraine Delmas (épisode 3)
- Lily Rabe : Nikki West (épisode 3)
- Charles Shaughnessy : Martin Trenway (épisode 3)
- Jerry Lewis : Andrew Munch (épisode 4)
- Charles Martin Smith : shérif Bartley (épisode 6)
- Elle Fanning : Eden (épisode 8)
- Leo Burmester : Bud Gabler (épisode 8)
- Margo Martindale : Rita Gabler (épisode 8)
- Paget Brewster : Sheila Tierney DuMont (épisode 9)
- Brian Dennehy : Judson Tierney (épisode 9)
- John Doman :  Mike Mollinax (épisode 9)
- Michael Michele : Valerie Sennet (épisode 11)
- Blair Underwood : Miles Sennet (épisode 11)
- Kelli Giddish : Kara Bawson (épisode 12)
- Sakina Jaffrey : Geeta Chanoor (épisode 12)
- Navid Negahban : Dr. Rankesh Chanoor (épisode 12)
- Kal Penn : Henry Chanoor (épisode 12)
- Cary Elwes : Sidney Truex (épisode 14)
- Emily VanCamp : Charlotte Truex (épisode 14)
- Sarah Drew : Becca Rice (épisode 18)
- Laura Leighton : Lilian Rice (épisode 18)
- Hunter Parrish : Hunter Owens (épisode 18)
- Ludacris : Darius Parker (épisode 22)

## Production
Le 27 avril 2006, la série est renouvelée pour une huitième saison.
La huitième saison, comporte 22 épisodes et est diffusée du 19 septembre 2006 au 22 mai 2007 sur NBC.

## Liste des épisodes

### Épisode 1:Malgré elle
- États-Unis /  Canada : 19 septembre 2006 sur NBC / CTV[2]

- Joanna Adler : Persephone James
- Brad Bellamy : Gen-Eng Spokesman
- Jefferson Breland : Adam Porter
- Kristen Bush : Haley Kerns
- Alan Campbell : Mitchell Hissam
- David Dollase : agent Lockwood
- Marcia Gay Harden : Agent Dana Lewis
- Jon Masorti : agent du FBI
- Allison Ford : une protestante
- Scott Christian : Rick Mayers
- Amber Gross : Cyndi
- Abigail Hawk : une ambulancière
- Neil Hemphill : Andy Dell
- Ronete Levanson : une protestante
- Ebon Moss-Bachrach : Justin
- John O'Creagh : Shérif Bailey
- Gerrianne Raphael : Mrs. Weiman
- Christopher Sapienza : Roy Delphy
- Jeremy Schwartz : Russ
- Lisa Strum : Tonya Majeski
- Nilaja Sun : la nurse

### Épisode 2:Trop jeune pour toi
- États-Unis : 26 septembre 2006 sur NBC

- Jeremy Bergman : Andy Lema
- Patrick Boll : Dr. Shulman
- Patrick Joseph Byrnes : Dan O'Shell
- Lamont Clark : le garagiste
- Isabel Gillies : Kathy Stabler
- Allison Siko : Kathleen Stabler
- Katie Condidorio : Kayla Stephens
- Nick Cubbler : Bob Petri
- Kathryn Faughnan : Violet Knight
- Stephen McKinley Henderson : Juge Bernard
- Connie Nielsen : Détective Dani Beck
- Daniel Farcher : Connor Wesley
- Chella Ferrow : Annabelle Paz
- Jason Butler Harner : Greg Hartley
- Gregory Harrison : Nathan Speer
- Betsy Hogg : Janey Speer
- Robert Vaughn : Tate Speer
- Mark Keller : l'étudiant
- January LaVoy : Megan
- Jennifer Lim : Ms. Phillips
- Larry Pine : l'avocat Van Allen
- Deborah Raffin : Maia Graves
- Peter Anthony Tambakis : Paul
- Betty Buckley : Walsh
- Steven Vago : Jake Taylor
- Stephen Gregory : Docteur Kyle Beresford
- Caren Browning : Judith Siper

Lors d'une visite scolaire dans un musée des sciences, organisée par leur école dédiée à des surdoués, deux adolescents proches l'un de l'autre, Connor et Janey Speer, disparaissent sans laisser de traces. Rapidement, leurs camarades décrivent la fille comme quelqu'un de bizarre et décalé car, en fait, elle souffre du syndrome de Turner, une anomalie chromosomique qui lui donne le physique d'une enfant alors qu'elle est âgée de 17 ans. En d'autres termes, cette maladie l'empêche de s'affirmer en tant qu'adulte car son corps n'a toujours pas atteint la puberté, que ce soit par l'absence de grandissement de sa taille ou sa morphologie toujours pré-pubère. Derrière l'établissement, Stabler, Fin et la police scientifique récupèrent l'auto-guide de Connor ainsi que l'une de ses chaussures tachée de sang. En outre, son père a également reçu un appel téléphonique qui lui exige 300 dollars s'il veut revoir son fils vivant. Tout compte fait, afin d'arrêter son kidnappeur, Fin et Stabler s'infiltrent dans un bar où ce dernier est supposé saisir l'argent. Or, celui-ci est mineur et, après l'avoir obligé à le ramener dans la planque où il doit ramener le cachet, les inspecteurs tombent nez à nez avec Connor et deux amis à lui. Démasqué, Connor leur annonce qu'il a mis en scène son kidnapping pour extorquer sa famille car il a perdu ses économies lors d'un pari. Inquiet, il a donc pris le choix de leur faire croire qu'il a été enlevé tout en poussant l'un de ses copains à les appeler pour réclamer un butin pour le libérer. Cependant, interrogé à propos de Janey, Connor assure les flics qu'il ignore où elle se trouve. Comme Janey fait plus jeune que son âge, l'Unité spéciale est persuadée qu'un pédophile l'a ravie pour la séquestrer et la violer. En fouillant dans sa vie familiale, Stabler et ses collègues se rendent compte qu'elle est chaotique car Janey vit actuellement son grand-père car ses parents sont séparés depuis que sa mère alcoolique l'a abandonnée quand elle avait 5 ans. Depuis, son papa est souvent en voyage d'affaires et, délaissée, Janey a donc trouvé refuge chez son aïeul. Alors qu'il tente de les convaincre qu'elle n'a pas fugué et que quelqu'un la retient de force, Stabler et Fin notent qu'elle est surprotégée par lui et que son intimité est surveillée de très près. Par exemple, chaque jour, elle peut seulement surfer 10 minutes sur Internet ce qui l'empêcherait de faire des rencontres sur des sites. Ce qui prouve que ses proches, du sexe masculin en l'occurence, refusent qu'elle vive comme une ado normale en lui imposant des règles très strictes pour la protéger du monde des adultes. En inspectant les vidéos de surveillance de la galerie, les détectives remarquent qu'elle est accostée par une inconnue qui l'inculque à la suivre sans la brusquer. Grâce à son badge visible, ils l'identifient et il s'agit de sa maman, Maia, fraichement sortie d'une cure de désintoxication. Au poste de police, paniquée de savoir que Janey est portée disparue d'autant qu'elle l'a simplement rencontrée en douce lors de son excursion, elle garantit à Fin et Stabler qu'elle se bat pour obtenir sa garde car elle leur atteste qu'elle est désormais clean. Surtout, elle leur insinue que son ex, Nathan, l'a éloignée d'elle car elles se voyaient en secret à son domicile et qu'il ne supporte pas l'idée qu'elle estime leur enfant comme une femme et non plus comme une gamine. En réalité, en retraçant la matinée de Janey, Stabler et Fin apprennent que l'assistant des Speer, Greg, l'a déposée au muséum avec sa voiture avant de revenir dans le sous-sol de leur immeuble. En revanche, quelques heures plus tard, selon les caméras du souterrain, un individu non identifié l'utilise à nouveau puis, dans l'après-midi, la gare définitivement à sa place habituelle. De leur côté, le médecin-légiste Warner et le C.S.U. localisent le sac à dos de Janey et, à l'intérieur, décèlent une capsule de gel contenant étrangement de la testostérone. Selon son médecin lui a prescrit cette substance avec l'accord de Maia, ce produit lui permet de décupler sa féminité et sa sexualité pour qu'elle rattrape le retard sur son anatomie de fillette coincée dans la chair d'une majeure. Bien évidemment, son père n'est pas au courant de ce traitement qui lui facilite sa quête du plaisir sexuel parce qu'il la traite toujours comme un bébé. D'ailleurs, autorisée par Maia à venir chez elle pour avoir accès au web à n'importe quelle heure et sans limitation, l'Unité spéciale épluche son historique et elle est surprise que Janey s'intéressait beaucoup au sexe en fréquentant des sites érotiques ou pornographiques, que ce soit pour satisfaire sa curiosité ou pour rencontrer des hommes susceptible de lui plaire physiquement. Peu de temps avant sa disparition, elle avait échangé avec un certain Dan, un barman, qu'elle voulait voir en vrai. Dans son pub, Stabler et Fin s'aperçoivent qu'il s'agit de celui a qui a  emprunté le véhicule de Greg et, aussitôt questionné par leurs soins car il est suspecté d'être un assaillant sexuel, le serveur leur révèle que Janey l'a uniquement vu  pour lui confier un double des clés de l'automobile des Speer dans le but de l'attendre devant le bâtiment qu'elle a visité avec ses camarades. Enfin, il leur confie qu'elle l'a payé pour maquiller sa fugue en enlèvement et, comme prévu, qu'il l'a quittée dans un parc. Dès lors, malgré la théorie du docteur Huang qui déduit qu'elle est manipulée par un pédophile qui a déniché un moyen légal d'avoir un rapport sexuel avec une adolescente aux airs d'enfant de 12 ans, l'Unité spéciale constate qu'elle fait fausse route sur Janey, qui passe du statut de victime d'un pervers à celui de manipulatrice prête à tout pour fuir la prison dans laquelle son père et grand-père l'ont enfermée pour éviter qu'elle ne devienne une femme libre de son corps…

### Épisode 3:Justice en accusation
- États-Unis : 3 octobre 2006 sur NBC

- Rozie Bacchi : Ophelia Jones
- Leslie Caron : Lorraine Delmas
- Kris Eivers : Barry Cole
- Meg Gibson : Dr. Polk
- Laura Kai Chen : Docteur Sanada
- Connie Nielsen : Détective Dani Beck
- Chinasa Ogbuagu : officier Scott
- Philip Levy : Officier Fineman
- Lily Rabe : Nikki West
- Charles Shaughnessy : Martin Trenway
- James Naughton : l'avocat de Trenway
- David Thomsen : un journaliste de télévision
- Robin Weigert : Heather Stark
- Joanna Merlin : Juge Lena Petrovsky
- Mike Doyle : Ryan O'Halloran

En pleine nuit, Stabler et Beck pourchassent un homme mais ce dernier réussit à s'enfuir. Ce dernier s'était caché derrière une voiture avant de prendre la fuite lorsque les inspecteurs l'ont découvert. Immédiatement, Stabler demande un rapport d'analyse des empreintes du fugitif qui ne portait pas de gants. À l’hôpital, alors que Beck recherche des profils de violeurs en série dans la base de données de la police, la victime, Nikki West, lui raconte son viol et se souvient d'une cicatrice sur la main de son agresseur. Elle se souvient partiellement de son visage et fait son portrait-robot. Quant à Cragen, il le prévient que Beck est une flic zélée ce qui a poussé son ancien chef, au Danemark, à la virer et lui demande de garder un œil sur elle. Intrigué par la réputation de Beck, Stabler fait connaissance avec elle et apprend qu'elle était mariée avec un militaire. Mais leur premier suspect inculpé s'avère être innocent malgré son ADN détecté sur le côté passager de la voiture. Un collègue de Stabler l'informe qu'il avait dit à Beck qu'il n'avait pas fini d'analyser toutes les empreintes retrouvées sur la voiture. Donc elle a arrêté le premier coupable scientifiquement trouvé car il était un ancien taulard soit, selon elle, un potentiel criminel. L'ADN éparpillé sur le côté conducteur appartiennent à un avocat réputé, Martin Trenway, qui semble être le violeur malgré son absence dans le registre de la police. Agacé par la précipitation de Beck, il relâche leur faux coupable.
Interrogé par Beck et Stabler sur la location d'une voiture, Trenway confirme qu'il l'a bien utilisée la veille pour un rendez-vous et qu'il est ensuite retourné dans son bureau. Les enquêteurs remarquent sa main bandée. Il leur affirme qu'il s'est fait mal en jouant au baseball avec son fils. L'unité spéciale se demande si cet homme d'affaires considéré, à la fois père de famille et époux fidèle, au casier judiciaire vide peut se transformer en violeur en série. Le docteur Huang leur explique que c'est bien possible s'il a un goût caché pour la pornographie et la violence sexuelle. Un tapissage est organisé. West reconnaît la blessure sur la main de Trenway qui est aussitôt arrêté. Il se défend cette fois-ci en leur insinuant qu'il a eu une opération du tendon et renie les faits. Son alibi est pourtant démonté par le gardien du cabinet qui l'a vu partir très tôt peu de temps avant le viol de West. Puis il trouve une excuse minable pour justifier son ADN parsemé sur la voiture où il se serait caché. Ses collègues fortunés lui payent sa caution et il est aussitôt libéré. Déterminée à le faire plonger pour le viol de Nikki West, Beck informe des journalistes qu'il est mis en accusation pour agression sexuelle. Il fait la une des journaux et une autre femme, Heather, se présente à l'unité spéciale et affirme qu'elle l'a reconnu comme étant son bourreau. Sa version est proche de celle de Nikki. Cinq ans plus tôt, il l'a attaquée et l'a forcée à lui faire une fellation. Elle est sûre d'elle : il s'agissait de Martin Trenway. Leur unique chance de démontrer par la science qu'il l'a bien violée est de mettre la main sur son kit de viol effectué dans un commissariat du Queens. Il a été classé car l'ADN de son violeur n'a pas été trouvé dans leur base de données. Le temps presse d'autant plus qu'un délai de description de 4 jours menace son témoignage. Malheureusement, il est perdu dans les archives de la police de ce quartier. Énervée, Beck insulte le flic qu'il s'en charge et qui leur a annoncé qu'il est introuvable. Stabler lui reproche sa froideur avec les victimes, qu'elle ne respecte pas, et sa perte de sang-froid. 
Lors du procès de Trenway, le témoignage d'Heather se fragilise car elle l'a reconnu après avoir vu sa photo dans la presse d'autant plus qu'il est accusé de viol. Selon l'avocat de Trenway, elle était convaincue qu'il était son agresseur car elle l'a vu partout dans les médias, qu'elle a également entendu les faits qu'on lui reproche. Lorsqu'il lui demande pourquoi elle n'a pas appelé la police les nombreuses fois où elle a visualisé son visage sur les unes de journaux ou à la télévision, elle s'effondre en larmes. Ensuite, questionnée par la défense, un docteur théorise qu'Heather n'invente pas son viol mais qu'elle a mémorisé une vérité qui est la sienne. En d'autres mots, en voyant le visage d'un homme impliqué dans une autre histoire de viol, son traumatisme l'a poussée à imaginer qu'il pourrait bien être également son offenseur. Mais le substitut du procureur démonte sa théorie en lui dévoilant un portrait-robot dressé par Heather. Après son agression, elle a su permettre un dessin de son physique qui ressemble à celui de Trenway. Même le docteur plussoie : il lui ressemble. Basculée par Novak, elle précise honnêtement que, même après des heures ou des années passées, une victime est bien capable de se souvenir de son attaquant et de le dénoncer ensuite quand elle croise son regard. Cependant, le médecin-légiste Warner leur révèle qu'elle n'a pas été violée par Trenway. Son kit de viol le prouve formellement car son ADN ne correspond pas avec celui analysé sur la voiture. En larmes, elle réitère son accusation auprès de Novak alors que la science indique qu'il n'a pas abusé d'elle. Trenway tente de lui parler mais elle le rejette violemment. Stabler la rassure en lui dédisant que son assaillant sera intercepté lorsqu'il commettra un nouveau crime car, désormais, son ADN est classé dans leur base de données. Elle ne le croit pas et les quitte en pleurant. Son délai de prescription va expirer et justice ne lui sera jamais rendue.
Novak garantit à Stabler et Beck que Trenway ira en prison s'ils parviennent à identifier une autre victime de Trenway. En enquêtant sur des affaires similaires dans d'autres États, Beck lève le voile sur plusieurs agressions non résolues dans les années 1970 à Ithaca, précisément dans les environs où Trenway étudiait à l'université. Les viols se sont arrêtés lorsqu'il est parti dans une faculté de droit loin d'Ithaca, en Caroline du Nord où il a récidivé en toute tranquillité car son ADN n'a pas pu être prélevé en raison des lentes avancées de la science. En outre, comme les juridictions ne communiquent pas entre elles, les affaires ont été non classées et lui en liberté. Puis aujourd'hui, selon Stabler, il louerait une voiture, comme il l'a fait le soir du viol de Nikki, pour rechercher des proies dans la rue. En remontant vers son quartier d'enfance, Beck met un jour une histoire d'agression sexuelle. Celle d'une française, Lorraine Delmas, qui a été battue puis violée, exactement comme Nikki, par un inconnu. Stabler se rappelle d'avoir aperçu une femme âgée assistant au témoignage de Heather. Il s'agissait bien de Lorraine. 
Beck et Stabler lui rendent visite chez elle. Elle leur confesse qu'elle le connaît depuis qu'il était enfant et que sa mère, Mary, était sa meilleure amie. Elles se  sont connues en France et Lorraine n'est mise en couple avec le frère du mari de Mary avant de s'installer en Amérique. Après la mort de Mary, Lorraine s'est occupée de Martin jusqu'à ce qu'il aille à l'université car son père n'a pas su comment gérer son comportement difficile. Au poste de police, Stabler la presse pour qu'elle raconte son viol qu'elle a subi mais elle refuse de lui en parler. Selon le docteur Huang, elle a honte d'elle car elle pense qu'il s'agit de sa faute. Surtout, elle ne veut pas se confier à un homme. Beck demande à Stabler de la laisser seule avec Lorraine. Elle la met à l'aise en lui dévoilant son enfance passée en France, près de sa région natale, et lui parle en français pour qu'elle se sente bien avec elle. Afin de la persuader à témoigner, elle lui divulgue sa plus grande blessure : la mort de son mari policier, tué lors de son service. Elle lui conseille de ne pas garder ce qu'elle a vécu pour elle mais de le partager pour adoucir son poids qui la ronge de l'intérieur comme elle le fait actuellement. Touchée, Lorraine lui dit qu'elle ne peut pas trahir Trenway car elle a fait une promesse à sa mère. Finalement, épaulée par Beck, elle se livre. Adolescent, il l'a bien violée mais elle s'est tue afin de ne pas gâcher son avenir. Puis elle exprime sa peur d'antan d'être rejetée par les autres hommes s'ils apprenaient qu'elle a été agressée sexuellement. Lorsque Beck lui demande de désigner le nom de son bourreau, elle s'effondre en larmes et dénonce Trenway.

### Épisode 4:L'Oncle de John
- États-Unis : 10 octobre 2006 sur NBC

- Timothy Adams :  Brent Allen Banks
- Tara Bast : Mary Ellen Seaver
- Ryan Brown : Trey Williams
- Roxane Carrasco : Mrs. Rojas
- Jerry Lewis : Andrew Munch
- Ali Rera : docteur Rohit Mehta
- Connie Nielsen : Détective Dani Beck
- Caren Browning : Judith Siper
- William Hill : Landlord
- Sam Riley : patrouilleur Eric Bruney
- Jana Robbins : Sean Darringer
- Caitlin Sanchez : Lupe Rojas
- Jill Marie Lawrence : Cleo Conrad
- Peter Robbie : Juge Walter Bradley

Stabler et Beck sont appelés sur une scène de crime particulièrement barbare. Ils découvrent les cadavres d'une mère, Gabriela et de sa fille, l'une à côté de l'autre sur le lit conjugal, dans un appartement. Sa patronne a appelé la police car elle s'inquiétait de son absence à son poste de travail. Elles ont été ligotées, torturées, scarifiées, violées et elles sont mortes étouffées. Leur bourreau a enroulé leurs visages avec du ruban adhésif transparent afin de les regarder mourir lentement. Alors que Beck est traumatisée et choquée par la violence du double meurtre, Stabler sollicite son aide pour retirer un petit objet dans les mains attachées de la petite fille. Ils y découvrent un petit pendentif en forme de croix. Il appartenait à sa mère. En inspectant la scène du crime, accompagnés par Cragen et le docteur Warner, Beck et Stabler remarquent que sa porte d'entrée était barricadée à l'aide de plusieurs verrous et qu'elle n'a pas été défoncée. En d'autres mots, Gabriela ou sa fille ont laissé leur meurtrier rentrer chez elles sans se soucier de ses motivations. Mal payée, la mère ne payait pas ses factures et elle connaissait donc visiblement leur violeur. Mais, afin de ne laisser aucune empreinte, ce dernier a nettoyé l'appartement avec du chlore jusqu'au moindre détail. Selon Cragen, il s'agit d'un prédateur sexuel déjà fiché. S’apercevant que sa nouvelle collègue n'avait vu auparavant le corps supplicié d'une fillette, Stabler la rassure en lui disant que tous les débutants ratent leur première enquête sur le meurtre d'un enfant. 
Avant sa mort, Gabriela Travino était réceptionniste dans un cabinet d'avocats. Interrogée par Fin et Munch, sa cheffe leur confie qu'elle était satisfaite de son travail et qu'elle laissée emprunter illégalement de l'argent à la boîte. Comme elle n'était pas en temps plein, elle en avait besoin pour payer hospitalisation de sa fille, Ilaria, qui souffrait de son asthme mais elle remboursait toujours la somme volée. De plus, elle leur révèle qu'elle était mise en demeure et que son logeur lui avait proposé de payer son loyer. Malmené par Beck qui s'investit beaucoup trop émotionnellement dans l'enquête, ce dernier lui a bien demandé une faveur sexuelle en échange mais elle a toujours refusé sa proposition. Agacé par ce pervers, Beck le gifle et il lui demande si elle est aigrie parce que son mari ne couche plus avec elle. Aussitôt, elle le menace de son pistolet et lui rétorque qu'il est mort avant de quitter la salle d'interrogatoire. Seul avec Stabler, il lui annonce qu'elle sortait avec l'un de ses collègues fortunés qui la protégeait financièrement. Plus tard, il est finalement écroué par Beck pour racolage et coercition puis envoyé aux mœurs. Celui-ci, un jeune avocat en herbe, l'a fréquentait bien mais refuse de coopérer avec eux. En pleine partie de tennis avec un client, il est humilié par Beck qui, via un micro, le met en garde publiquement qu'ils vont retrouver son sperme sur les vêtements de Gabriela. Il leur accorde qu'il a bien couché avec elle une fois puis qu'il l'a revue pour pique-niquer avec sa fille. Mais il a mis un terme à leur relation lorsque Gabriela est tombée amoureuse de lui. Il les met sur la piste d'un SDF pervers qui aurait donné un câlin à Ilaria devant l'une de ses amies. Celle-ci leur explique qu'elles lui donnaient à manger et qu'il a remercié Ilaria pour son geste chaleureux. Il n'a jamais rien fait de mal car elles sont devenues amies avec lui. Elle les mène vers lui à Central Park où ils le découvrent en train de dormir dans un carton où sont accrochés des articles sur des crimes sexuels commis sur des enfants à Manhattan. Stabler est mentionné dans l'un d'entre eux car il avait arrêté un redoutable sadique à New York. Les mains du sans-abri sont tachées de sang. Le duo le réveille et l'emmène rapidement au poste pour faire connaissance avec lui. Visiblement perdu face à Beck et Stabler qui tentent à les éclaircir sur sa collection compulsive de faits divers, le vieil homme reste stoïque et n'est pas ému face à la photo du corps martyrisé d'Ilaria. Il prétend que toutes ses coupures de journaux permettent de lui rappeler qui il est vraiment. Il semble être un pédophile atteint de la maladie d'Alzheimer et leur confesse qu'il est là pour Ilaria. 
Selon le docteur Huang, un tueur sadique sexuel cherche avant tout à jouir sexuellement en faisant souffrir physiquement et mentalement ses victimes. Contrairement aux serial killers qui tuent rapidement, les prédateurs sexuels se délecte du meurtre et de la torture infligée tout en les faisant durer pour mieux prendre leur pied. Ils rationalisent leurs actes, ne ressentent ni remords ni culpabilité. Ils sont astucieux, manipulateurs et sans pitié. Leurs victimes sont sélectionnées et leurs crimes sont planifiés. Gabriela et sa fille ont été mutilées vivantes pour qu'elles souffrent lentement devant leur bourreau. Lors de leur autopsie, Warner fait remarquer à Fin et Munch qu'il les a mordues avant de recouvrir les morsures en les tailladant. En outre, il pourrait être un déménageur car il a utilisé un dévidoir adhésif pour les ligoter. Quant à Gabriela, elle a réussi à griffer leur agresseur car elle s'est cassé deux ongles en se défendant. 
À l'hôpital, le SDF est soigné pour ses entailles recouvrant ses bras. Alors que Beck perquisitionne ses vêtements sales, un médecin lui théorise qu'il ne parle pas car il a bien Alzheimer et s'il n'est pas malade, il le simule avec beaucoup de talent. Au commissariat, Munch réussit à analyser la messagerie du portable de Gabriela. Peu de temps avant sa mort, fauchée financièrement, elle avait appelé un homme pour lui vendre le vélo de sa petite fille et elle a reçu un appel d'un inconnu, provenant d'une cabine. Fin et Cragen théorisent que ce type est un violeur en série et qu'il leur a rendue visite pour faire semblant de l'acheter. Comme il a su qu'elle vivait seule avec elle, il en a profité pour rentrer sans problèmes dans leur demeure pour les violer et les tuer. Une empreinte est retrouvée sur l'annonce qu'elle avait affichée dans un marché. Il s'agit du délinquant sexuel Brett Allen Banks. Fiché dans la base de données, il avait déjà kidnappé, torturé et violé une fillette dans le passé. Comme Gabriela et son enfant, il l'avait mordue. Mais il n'a seulement purgé que la moitié de sa peine en prison. Au poste de police, alors qu'il s'apprête à partir à sa recherche avec Fin et Beck, Munch reconnaît le SDF enfermé dans la cellule et demande sa libération. Il s'agit de son oncle, Andrew, qui a perdu sa mémoire. En appelant sa maison de retraite, où il habitait dans un logement indépendant, en Floride, Munch apprend qu'il l'a quittée pour lui rendre visite à New York. Or, il est devenu sans-abri entre-temps et il ne reconnaît plus en étant son neveu. Beck l'informe pour sa maladie d'Alzheimer mais il refuse de la croire. Huang pense que son oncle collectionnait des faits divers pour essayer de se souvenir de lui car il travaille dans la police. Ainsi, il a voulu se rappeler la raison de son arrivée à New York et lutter contre Alzheimer. Il accepte de l'examiner et lui fait passer des tests. Finalement, Huang rassure Munch en lui déclarant qu'il n'est pas atteint d'Alzheimer mais plutôt de pseudo-démence dépressive. Sa dépression a détruit ses neurotransmetteurs, il est atteint de grattage compulsif, ce qui le contraint à enlever ses bandages posés sur ses entailles, et la catatonie le guette. S'il prend des antidépresseurs, il peut être remis sur pied. Pour Munch, depuis que son père s'est donné la mort alors qu'il n'avait que 13 ans, son oncle est tombé dans une dépression sévère. 
De leur côté, Beck et Stabler interrogent Banks. Face à ce pervers narcissique sûr de lui, Huang les a conseillés d'être patients et de ne pas craquer car il va les manipuler. Il leur affirme qu'il n'a jamais vu l'annonce de Gabriela mais Beck le contredit en lui rétorquant que son empreinte a été retrouvée dessus. Il se défend en stipulant qu'il l'a touchée malencontreusement en regardant une autre vente affichée. Quant à sa première victime, il ose leur jurer qu'il était victime d'une erreur judiciaire et qu'elle était consentante. Mais Beck et Stabler ne le croient pas et pensent qu'il est un prédateur sexuel sado-masochiste. Il accepte de se dévêtir pour leur démontrer qu'il n'a aucune égratignure sur son corps. Rusée, Beck mâche un chewing-gum durant l'interrogatoire et pose son paquet face à Banks. Il se sert et le met à son tour dans sa bouche. Heureusement pour elle, il le laisse en partant. Il est tombé dans son piège et Beck le donne à Warner pour qu'elle l'analyse. La trace de ses dents sur le bonbon correspond à celle détectée sur la poitrine de Gabriela. Ceci prouve qu'il s'avère être le violeur des Travino. 
Après avoir suivi le traitement à base d'antidépresseurs, l'oncle de Munch est stable mentalement et, à l'unité spéciale, rend visite à Beck pour lui montrer qu'il va mieux. Elle s'excuse auprès de lui pour l'avoir brusqué lors de son interrogatoire et il lui propose d'aller dîner avec lui. Mais leur bavardage est avorté lorsque la première victime de Banks, Maryellen, désire parler à Beck. Elle lui fait part de son envie de le voir condamner à mort et de témoigner contre lui pour qu'il soit inculpé pour le double viol et meurtre des Travino. Elle regrette de ne pas avoir parlé plus tôt contre lui et de ne pas l'avoir envoyé en prison car, selon elle, elles seraient encore en vie à l'heure actuelle. Âgée de 15 ans à l'époque lors de son agression sexuelle, elle était beaucoup trop meurtrie pour faire face à lui au tribunal. Il a seulement passé 7 années sur les 14 prévues en prison car il a probablement réussit, comme il le faisait croire à Beck, à faire croire à son innocence. Malheureusement, Beck lui spécifie que le procès est exclu mais qu'elle donnera son témoignage après sa condamnation pour le condamner pour toujours. Il ne pourra pas être envoyé dans le couloir de la mort car seule la détention à vie sera possible. Isolé de leur discussion, près du bureau de Beck, Andrew Munch observe les photos du cadavre d'Ilaria accrochés sur un tableau et les écoute de près. Il les a entendu dire qu'elles voulaient toutes les deux le voir mort...
Dès lors, il se comporte comme un bon samaritain et parvient à convaincre son neveu John de le laisser assister à l'audience préliminaire de Banks, prétextant qu'il veut voir l'agresseur sexuel d'Ilaria et de Maryellen pour ses atrocités. À la barre, le docteur Warner est accusée par la défense de Banks d'avoir déformé les morsures dépistées sur le cadavre de Gabriela, tailladées par Banks pour les faire disparaître en agrandissant leurs photographies. Selon son avocate, elle a donc falsifié une preuve pour inculper son client alors que Novak dénonce sa tentative de dénaturer leur travail scientifique. Brusquement, l'oncle de Munch s'emporte, l'accuse d'être une menteuse et de défendre un prédateur sexuel. Il ordonne à la cour de ne pas le laisser en liberté puis le menace en personne en l'avertissant qu'une flic, en l’occurrence Beck, souhaite sa mort. Avant d'être emmené de force à l'extérieur du tribunal par son neveu et des policiers, il hurle qu'il faut euthanasier Banks comme un animal et blâme le juge d'être corrompu. L'audience est suspendue. Furieux, Munch confronte Beck et la dénigre car elle lui a indiqué sa volonté de voir Banks mort. Elle revendique ses propos mais elle les a tenus à Maryellen et non à lui. Elle comprend qu'il a écouté leur conversation et Munch lui insinue qu'elle n'a pas à interroger un témoin à son bureau. D'après elle, elle a simplement ressenti sa douleur de voir son violeur libre. Stabler et Novak leur signalent qu'il n'es pas inculpé car la juge a rejeté les photographies agrandies des morsures tailladées. L'unité spéciale n'a plus aucune preuve pour le poursuivre en justice. Dégoûtée, Beck fait cavalier seul pendant son temps libre et décide de l'espionner en garant près de sa résidence pour l'avoir à l’œil. Elle est rapidement rejointe par Stabler dans sa voiture. Il lui propose de le surveiller simultanément et apprend que le véhicule dans lequel il se trouve appartenait à son mari défunt. Elle en a hérité après sa mort. Soudainement, Beck reçoit un appel incompréhensible de Andrew qui l'incite à abattre Banks pour l'empêcher à récidiver. Il veut désormais sa mort lui aussi puis, alors qu'elle tente de le raisonner, lui raccroche au nez. Pour Huang, il est devenu maniaque et il a fait une crise psychotique incontrôlable. Il a mis à sac l'appartement de son neveu pour retrouver le dossier de Banks qu'il a rapporté chez lui comme d'autres affaires en cours. La nuit tombée, Beck et Stabler voient une jeune femme arriver dans l'immeuble de Banks et celui-ci la fait rentrer chez lui puis l'embrasse. Stabler retient sa collègue de se précipiter chez lui mais, à leur plus grande surprise, Andrew débarque en bas de chez Banks. Il semble être déterminé à se venger de lui. Ils l'interceptent aussitôt et appellent John pour le prévenir qu'ils l'ont retrouvé. Muni d'un sac à dos contenant sans doute son dévidoir et son cutter, Banks en profite pour sortir avec son invitée dehors et se fondre dans la nuit. Beck charge Andrew de surveiller son immeuble puis part avec Stabler pour le prendre en filature. Dans le métro bondé, ils se séparent pour mieux l'appréhender avant qu'il ne s'échappe avec sa nouvelle victime. Au moment même où ils allaient procéder à son arrestation, l'oncle de Munch surgit et pousse Banks sous le train qu'il allait prendre. Offusqué, Stabler lui demande pourquoi il l'a tué. Halluciné, ce dernier lui répond qu'il a simplement réussi à réaliser le souhait de Beck de le voir mort. Il est d'emblée menotté par des policiers pour son meurtre. Quant à sa présumée proie, qui ignorait tout de ses penchants pervers, elle s'effondre en larmes en le voyant se faire écraser par le train et Beck la réconforte. L'affaire Travino s'achève donc sur un non-lieu. 

### Épisode 5:Confrontation
- États-Unis : 17 octobre 2006 sur NBC

- John Michael Bolger : détective Geiger
- Jon Budinoff : Tracy Monroe
- Jessi Campbell : officier Randa Lewis
- Connie Nielsen : Détective Dani Beck
- Caren Browning : Judith Siper
- Tug Coker : Ted Wilmington
- Steve Greenstein : l'homme de maintenance
- Eleanor Hutchins : Elizabeth Hassenback
- Marin Ireland : Gina Maylor
- Michael Kelly : Luke Dixon
- Kerry O'Malley : Megan Carlisle
- Mark Kenneth Smaltz : Steven Felder
- J. Paul Nicholas : Linden Delroy
- Patricia Kalember : Juge K. Taten
- Matthew Arkin : Barry Carlisle
- Mariette Hartley : Lorna Scarry
- Eleanor Hutchins : Elizabeth Hassenback

Au milieu de la nuit, Stabler est réveillé par un coup de téléphone d'une jeune femme, Elizabeth Hassenback. Agressée sexuellement quelques mois plus tôt, elle lui annonce que son violeur est revenu abuser d'elle. Alors qu'il lui conseille de ne pas quitter son appartement, elle décide malgré tout de le suivre dans les rues de New York. Inquiet pour elle, il passe un coup de fil à Beck pour qu'elle le rejoigne le plus rapidement possible pour lui porter secours. Malheureusement, elle rendait visite à quelqu'un à la prison d'Attica. Il est trop tard. Appelé sur les lieux d'un crime, Stabler constate que la victime n'est d'autre qu'Elizabeth. Elle a voulu faire justice elle-même en frappant son bourreau avec sa matraque personnelle mais il l'a retournée contre elle et battue à mort. Elle a également de l'alcool et des somnifères dans son sang. Dans son appartement, il a tout nettoyé. Aucune trace de sperme, il a changé les draps, récupéré les vêtements de sa victime dans une poubelle puis il est passé par la fenêtre qu'il a brisée pour pouvoir rentrer chez elle. L'unité spéciale reconnaît le modus operandi d'un violeur en série qu'elle traque depuis les viols à répétition d'Elizabeth. À ses collègues, Stabler récapitule qu'il l'avait menacée d'un couteau tout en lui demandant quelles caresses elle préférait tandis que les préliminaires étaient longs et pénibles. Selon le docteur Huang, il se voulait rassurant avec elle. Elle avait pu donner à Stabler un vague portrait-robot de son physique. De plus, comme elle lui avait confié lorsqu'il l'avait prise en charge, il était resté chez elle deux jours pour la violer plusieurs fois sans préservatif et l'a mutilée au visage pour la forcer à uriner dans un gobelet. Enfin, il l'a nettoyée dans sa baignoire, l'a menacée qu'il reviendrait puis il est parti. D'après Huang, il est atteint d'urolagnie c'est-à-dire qu'il boit l'urine de ses victimes. Il s'agit d'un récidiviste au mode opératoire précis et tordu. En parcourant des dossiers de viols non résolus, Beck et Stabler remarquent que deux autres femmes, Gina et Celeste, ont été violées par le même assaillant qu'Elizabeth. Mais, terrorisée après avoir vécu plusieurs agressions sexuelles par le même homme, Celeste a quitté New York pour une autre ville.
Interrogée par le duo d'enquêteurs, Gina leur raconte qu'un bel homme a voulu l'aider à porter ses affaires chez elle mais qu'elle avait refusé gentiment sa proposition. Puis il est revenu la menacer avec un couteau pour qu'il la laisse rentrer dans son appartement. Son viol est similaire à celui d'Elizabeth. Pendant deux jours, il est resté avec elle pour la violer à multiples reprises et l'a obligée à faire pipi dans une tasse. Avant de partir avec son urine, il a nettoyé son sexe puis lui a promis de réapparaître. Quelques semaines plus tard, il a fait son retour pour une nouvelle fois abuser d'elle. Il a cassé une fenêtre pour s'introduire dans sa chambre. La police a refusé de la croire car, comme Elizabeth, elle était sous l'emprise de l'alcool et des somnifères et, surtout, elle considère qu'un violeur en série n'attaque jamais la même femme une seconde fois. Du coup, humiliée, elle ne leur a pas fait part de la troisième visite de son bourreau pour encore la violer. Chargé de cette enquête, l'inspecteur Geiger n'a pas voulu la croire car il prétendait qu'un agresseur sexuel ne viole qu'une seule fois une femme avant de passer à une autre proie. De plus, il l'a prise pour une hystérique et, selon lui, elle aurait cassé sa propre fenêtre dans un accès de folie. Malmené par Stabler pour n'avoir pas pris au sérieux le témoignage de Gina, Geiger s'emporte et lui conseille de ne pas lui faire la leçon car il occupe son temps à s'occuper de "vraies victimes". Le chef Cragen comprend son scepticisme d'autant plus que la vitre a bien été cassée de l'intérieur. Une quatrième victime est identifiée et elle se prénomme Megan. Mais son profil est différent des autres car le violeur en série l'a outragée sexuellement qu'une seule fois. L'unité spéciale pense qu'elle n'a pas voulu signalé les autres viols comme Gina à des policiers. Cragen envoie Beck et Stabler chez elle pour la faire parler avec tact. Aujourd'hui enceinte, celle-ci et son époux leur expliquent qu'elle a suivi un traitement médical pour avoir un enfant car il est souvent absent. Au moment où Beck l'accuse de mentir sur d'autres viols qu'elle cache à son mari, ce dernier s'énerve et les vire de chez eux. Beck pense que son violeur l'a engrossée et que son désir de materner la pousse à cacher la vérité sur sa vraie progéniture. Stabler lui répond que sa collègue Benson est issu d'un viol donc il est tout à fait possible qu'elle soit enceinte de son agresseur et Beck lui propose de prélever l'ADN du fœtus pour connaître l'identité de son père. Mais Megan refuse de collaborer avec eux.
En mettant en parallèle les viols à répétition de chaque victime, Huang théorise qu'il suit de près leurs cycles menstruels. Il collecte leur urine pour les verser sur des tests de grossesse afin de calculer leur ovulation. Il s'éternise deux jours chez ses victimes pour voir si elles prennent la pilule du lendemain, qui durent 72 heures, ou une contraception. En d'autres mots, il observe leur fécondation pour voir si elles peuvent tomber enceintes. Quant à Fin et Munch, ils apprennent à leurs collègues que toutes les victimes vivent dans des immeubles qui appartiennent à la même agence de gestion immobilière. Leur violeur aurait donc un laissez-passer électronique pour y rentrer facilement. Son directeur les prévient qu'il est impossible de savoir qui peut être le coupable recherché car ils sont 140 employés à avoir un pass. En inspectant les adresses des femmes violées, il leur révèle qu'un administrateur de biens, Ted Wilmenton, s'occupent de ses résidences. Le chef du service de la boîte, Luke Dixon, leur signale qu'il en visite une actuellement et ils l'arrêtent aussitôt. Au poste de police, ce dernier assume d'être un coureur de jupons insatiable mais il n'a jamais violé une seule femme. Au contraire, selon ses dires, elles viennent à lui. Il accepte de  leur donner son ADN tandis que sa photo est montrée parmi d'autres aux victimes. Elles ne le reconnaissent pas. Il n'est pas le prédateur sexuel en question. Leur traque est dans une impasse. Le corps d'Elizabeth a été incinéré donc il est impossible de l'autopsier méticuleusement tandis que Fin et Munch doivent éplucher chaque dossier des 139 autres employés de l'agence immobilière. Beck et Stabler sont certains que le violeur va revoir Gina car il l'a toujours agressée en pleine période d'ovulation. Contrairement à Cragen qui est sûr qu'il ne lui fera plus de mal car s'il doit savoir qu'ils enquêtent sur les personnes de la société, Beck et Stabler raisonnent en pensant que sa pulsion est beaucoup trop forte et qu'il recommencera à abuser d'elle. Pour la protéger, Beck propose à son chef d'utiliser un appât pour l'appréhender. Il lui donne son accord. Terrorisée, Gina a peur qu'il se venge d'elle si leur plan rate. Incorrigible, Beck lui demande d'arrêter d'être victime et d'agir contre lui pour le coincer. Révolté par sa froideur, Stabler lui riposte qu'elle n'est pas faite pour ce travail car elle ne sait pas s'y prendre avec les victimes de viol. Celle-ci se défend en lui affirmant qu'ils ne doivent pas seulement les consoler mais qu'ils doivent leur apprendre à se révolter pour qu'elles participent à l'arrestation de leurs prédateurs sexuels mais aussi à les pousser à reprendre leur vie en main. Afin d'intercepter leur criminel, un officier de police sosie de Gina se fera passer pour elle dans les alentours de son appartement qu'il tombe dans leur piège. Beck veille sur sa sécurité alors que Cragen et Stabler les surveillent via des caméras depuis la résidence de Gina. 
De leur côté, Fin et Munch s'intéressent au chef de service de la société immobilière, Luke Dixon, qui s'occupent de commander les fournitures. Diplômé en microbiologie, il travaillait d'abord dans un laboratoire de biomédecine mais son patron l'a renvoyé pour abus sexuels. En outre, il possède un pass pour pénétrer dans chaque immeuble où se trouvent ses proies. Dans sa demeure, ils y trouvent une cinquantaine de boîtes de tests de grossesse et un tableau constitué de calendriers retraçant chaque date d'ovulation de ses victimes. Elles ne sont pas quatre mais beaucoup plus. Mais les autres inconnues ne peuvent pas être identifiées il n'a seulement qu'écrit leurs initiales. Ils mettent au courant Cragen de l'identité du suspect. Pendant ce temps, Beck suit la sosie de Gina dans la rue et, au moment où elle rentre dans l'immeuble de Gina, aperçoit un homme encapuchonné en train de la regarder puis il reprend son footing. Après s'être rassurée qu'elle prenne l'ascenseur pour rejoindre Stabler, Beck le traque dans la nuit et, finalement, l'intercepte. Il l'attaque avec un couteau mais elle parvient à se défendre. Alors qu'elle le tabasse à terre, inquiets de ne pas avoir de ses nouvelles, Cragen et Stabler arrivent sur place et les séparent. L'homme est menotté et Beck confie à Stabler qu'elle était à deux doigts de le tuer. Il s'agit bien de Dixon. 
Au poste de police, Novak prévient à Beck qu'elle accumule les plaintes en raison de son excès de zèle et qu'elle peut la faire condamner pour son comportement compulsif. Lors d'un tapissage, Megan reconnait bien Dixon comme étant son violeur. Au tribunal, son avocat souhaite dénoncer Beck qui a démoli son visage. Dans la salle d'interrogatoire, questionné par Novak et Stabler, Dixon nie les faits de viols à répétition et tente de leur faire croire qu'il est un scientifique qui veut prouver l'efficacité des tests de grossesse qu'il stocke chez lui. Il n'y a aucune victime mais seulement des cobayes qui lui ont donné leur urine. Il leur propose également de leur offrir son ADN pour démontrer qu'ils font fausse route. Le jour de sa mise en accusation face au juge, Gina ne vient pas. Beck et Stabler retrouvent son cadavre dans sa baignoire inondée. Elle s'est tailladée les veines. Novak culpabilise car elle l'a forcée à témoigner contre lui alors qu'elle avait beaucoup trop peur de le confronter face à face. Le duo d'enquêteurs la rassure en lui disant qu'elle n'y est pour rien. Pour l'enfermer en prison, ils n'ont plus que sa déposition et ils doivent attester que Dixon est responsable de son suicide. Leur unique chance de le condamner n'est d'autre que Megan. Celle-ci désirait tellement d'être mère qu'elle dissimule la vraie progéniture de son fœtus. L'unité spéciale l'accuse donc de mentir et d'avoir fait exprès de ne pas l'avoir reconnu lors du tapissage. Un calendrier de son ovulation a été retrouvé chez lui et confirme qu'il l'a violée à deux reprises au moment où elle ovulait. Son avocate et son mari ne veulent pas les croire malgré cette preuve évidente. Comme Megan refuse de dire la vérité et proclame toujours que son époux est le père de son bébé, Novak ordonne son arrestation pour faux témoignage et un mandat pour la forcer à faire une amniocentèse. Pourtant, en raison de son problème de fertilité, la juge s'allie à son avocate le refuse à Novak car cette opération risque de coûter la vie à Megan et à son enfant. Leur seule solution de vérifier son ADN est d'attendre sa naissance. Megan est donc relâchée. Déterminée à faire tomber Dixon, Beck parvient à la faire craquer et la met en garde. Soit elle accepte de faire un test de paternité ou, dans les mois prochains, la police l'arrêtera pour obtenir l'ADN de son enfant une fois né. Elle seule peut condamner Dixon. Il ne l'a pas violée une troisième fois car il a enfin obtenu ce qu'il voulait : un enfant. Épuisée de mentir à elle-même et à la police, Megan s'effondre en larmes dans ses bras et accepte d'aller à l'hôpital pour un test d'urine. Dégoûté par le choix de sa compagne, il la laisse avec Beck. Megan lui demande si elle est satisfaite d'avoir brisé leur couple. Elle ne répond pas...
Lorsque Novak fait savoir à Dixon que l'une de ses victimes est enceinte de lui et qu'elle possède désormais son ADN pour l'inculper pour viol prémédité, Dixon se réjouit de la nouvelle et veut savoir le sexe de son enfant. Elle refuse de le lui dire. Démasqué, Dixon expose lui son plan : il a voulu construire une nouvelle d'enfants issus d'une race supérieure car, d'après lui, les malformations ou encore les troubles génétiques sont considérés comme normaux par la population. Il rêvait de mettre un terme à la procréation abondante et qui peut éclore sur des problèmes génétiques. Hallucinée par sa théorie, Beck se moque de lui. Secondée par son avocat, Novak lui fait une offre. S'il donne le nom des autres victimes non identifiées, il obtiendra 15 ou 20 ans par chef d'accusation. Soit la prison à vie. 

### Épisode 6:En immersion
- États-Unis : 31 octobre 2006 sur NBC

- J.B. Adams : Dr. Richard White
- Molly Camp : Britney Dunlap
- Donald Warfield : John Dunlap
- David Dollase : S.A.C. Lockwood
- Chris Bowers : T-Bone
- Ned Eisenberg : Roger Kressler
- Mark Leydorf : Ray Denning
- Charles Martin Smith : Shérif Bartley
- Kelly McAndrew : adjoint Trudi Minehart
- Steven Rishard adjoint Jimmy Ibold
- Vincent Spano : Agent Dean Porter
- Debra Jo Rupp : Debra Hartnell
- Keri Setaro : Kristy Shutt
- George Sheffey : Eric Olefson
- Frederick Strother : Juge Siburt
- Joe Tapper : Attorney Delray Mellott
- Candace Thaxton : Chelsea Arndale
- Maria Thayer : Hope
- Gina Rice : journaliste
- Leslie Becker : journaliste
- Danny Vaccaro : journaliste
- Marvina Vinique : journaliste

Lors d'un procès d'un violeur accusé d'avoir agressé sexuellement et tabassé une jeune femme, en pleine nuit, devant un guichet automatique bancaire, l'avocat de la défense parvient à discréditer le témoignage de Stabler qui a arrêté son client, qui souffre d'un trouble de l'éjaculation, car il a retrouvé son ADN dans un chewing-gum retrouvé sur le lieu du crime et non dans le kit du viol de la victime. Or, le viol a été filmé par la caméra de surveillance et l'agresseur était masqué du début à la fin de l'enregistrement. Donc il est impossible de l'inculper en raison de ses preuves peu solides. Pour l'avocat, il s'agit d'un coup monté de Benson qui avait déjà arrêté le coupable désigné quelques années plus tôt pour abus sexuel. Dès lors, il demande Benson à la barre pour l'interroger... Malheureusement, celle-ci est toujours infiltrée sous le nom de Persephone James, en Oregon, dans un groupe d'activistes écologistes afin de démasquer un écoterroriste.
Blessée avec d'autres contestataires lors d'une manifestation contre la destruction d'arbres centenaires par une puissante entreprise, Benson se retrouve à l'hôpital où elle est aussitôt arrêtée pour avoir défendu un manifestant, T-Bone, contre un adjoint du shérif, Ibold, qui les ensuite frappés à la tête. Ce dernier l'accuse de l'avoir agressé physiquement, ce qu'elle nie. Malgré tout, ses empreintes sont prélevées par Ibold qui la traite comme une criminelle. Libérée sous caution par son avocat commis d'office, Benson est approchée par le shérif Bartley, qui ne connait pas son vrai nom, et lui fait part du meurtre d'un employé, Carl Dunford, d'une firme de pharmaceutiques contre laquelle elle et les autres écologistes ont manifesté car elle verse des œstrogènes dans une rivière de l'Oregon. Il a été poignardé, castré puis jeté dans celle-ci. Si elle lui apporte des infos sur certains suspects potentiels parmi eux, il blanchira son casier judiciaire. Surveillée par Ibold qui l'a arrêtée pour coups et blessures et l'agent du FBI qui s'occupe de sa couverture, l'agent Dean Porter, Benson doit enquêter sur ce crime sexuel violent sans être démasquée par les autres activistes et la police de l'Oregon. Lorsqu'elle veut rendre visite à la mère de Dunford pour glaner des informations sur son fils, elle croise la route de Ibold qui la menace de l'arrêter une seconde fois pour cette fois-ci entraves à la justice et lui conseille de ne pas se mêler à leur enquête de police. Certaine de l'innocence des écolos, elle se fait passer pour une journaliste auprès d'un collègue de Dunford puis découvre que la victime était secrètement un pédophile. En effet, en pleine nuit, dans la maison de Dunford, elle surprend son ex-femme en train de se débarrasser de preuves gênantes, tel que des vidéos ou magazines pédopornographiques, et se justifie en lui affirmant qu'elle veut protéger leur fille en lui cachant l'horrible vérité sur son père. Choquée par sa découverte, Benson la laisse partir avec les affaires de son sex. Le lendemain, au moment où elle plante une pancarte dans le jardin de la demeure pour la mettre en vente, elle lui mentionne une baby-sitter de 12 ans qu'il avait violée plusieurs fois. Elle l'avait une fois surprise avec elle puis elle a décidé de se séparer de lui. Pourtant, désormais majeure et mère de famille, celle-ci lui certifie que leur relation était sérieuse et qu'il était son petit ami. Hallucinée par ces propos, Benson lui rappelle qu'elle était mineure et que Danford l'a violée à plusieurs reprises tout en profitant de sa naïveté juvénile.  Elle s'est sentie aimée donc elle n'a rien dit à personne sur leur rapport pervers. Au bout d'un an, Il l'avait quittée car elle a pris la décision, au lycée, d'avoir un petit ami de son âge. Puis elle lui signale l'existence d'une pièce secrète se trouvant dans le sous-sol de sa maison où elle et lui se fréquentaient en douce. Celle-ci est décorée comme une jolie chambre pour petite fille. Benson découvre un couteau ensanglanté posé près d'une flaque de sang sur un lit et appelle Bartley. Satisfait de son travail de policière qu'il trouve louche pour une activiste, et malgré certaines hypothèses partagées par Benson sur le déroulement du crime, Bartley la somme d'arrêter son enquête et de retourner parmi les écologistes. Alors que Porter s'allie avec Bartley pour donner une conférence de presse publique, devant la résidence de Danford, pour rechercher sa dernière captive kidnappée quelques années auparavant, Britney, et désormais portée disparue, Benson est mécontente de voir que Bartley fait part de toutes ses informations qu'elle a récoltées toute seule aux médias. Comme il lui avait promis, l'adjoint Ibold procède à son arrestation pour entraves. Au commissariat, menottée comme une criminelle, elle est destituée par l'agent du FBI qui lui ordonne de retourner à New York car elle a compromis leur plan : elle devait se focaliser sur son infiltration des écologistes pour retrouver un écoterroriste et non pas enquêter sur ce meurtre. Démasquée par Bartley, qui a su qu'elle était flic en l'écoutant analyser la scène du crime en sa présence, Benson n'a pas d'autre choix que de retourner à New York. Alors qu'elle rappelle à Porter qu'elle doit retrouver l'écoterroriste, ce dernier et Bartley lui apprennent que celui-ci a été intercepté à Montréal car elle il a incendié le QG d'une entreprise jugée polluante. Porter lui offre donc un ticket de retour pour qu'elle retrouve ses collègues. Sa mission était vouée à l'échec dès son recrutement car ils ont fait fausse route. Déterminée à mettre la main sur la meurtrière qui, éprise de son ravisseur, l'a assassinée car il a voulu se servir d'elle pour enlever une fille plus jeune qu'elle, Benson convainc Porter de faire équipe pour la rattraper. Finalement interceptée dans une petite cabane isolée derrière l'ancienne maison de ses parents, qui ont déménagé depuis, elle se livre seulement à Benson. Elle n'a pas voulu le quitter car elle était follement amoureuse de lui. Cependant, Benson tente de la convaincre qu'il lui a fait subir un lavage de cerveau pour mieux la soumettre à lui et qu'elle n'était pas réellement sous son charme. Furieuse de savoir qu'il l'a trouvée trop vieille après avoir passé son enfance avec lui dans sa cachette, où il l'a violée pendant de longues années, elle l'a mutilé sexuellement puis jeté son cadavre dans la rivière que son entreprise polluait. Bouleversée par son récit, Benson demande à Porter de ne pas l'arrêter pour le meurtre mais plutôt de la confier à un bon psychiatre. Il plussoie sans aucun problème et lui sous-entend qu'il est temps de repartir pour New York. Désormais adulte, l'ancienne captive retrouve ses parents... 

### Épisode 7:Indélébile
- États-Unis : 14 novembre 2006 sur NBC

- Gary Cowling : l'employé de l'assistante sociale
- Luther Creek : Miguel Alvarez
- Michael Drayer : Shawn
- Marcus Fitzgerald : Marcus
- Ken Forman : l'officier des corrections
- Connie Nielsen : Détective Dani Beck
- Lynda Gravatt : Mrs. Mason
- Jabari Gray : Thomas
- Sanjiv Jhaveri : Mr. Singh
- Aja Maria Johnson : Angela
- Jake Levy : Jonas
- Julito McCullum : Jason Young
- Sahra Mellesse : la fille
- David Lipman : Juge Arthur Cohen
- Khemali Murray : Rhonda Vanner
- Melody Nieves : Mary
- Joe Grifasi : Heshy Horowitz
- Alessandra Ramos : Luz Pacheco
- Charlie Ray : Belinda Holt
- JoAnna Rhinehart : Venice Jones
- Victor Slezak : Blake Peters
- Dylan Snyder : Steven
- Chloe Whiteford : Mrs. Peters
- Michael K. Williams : John Victor Bodine
- Lawrence Winslow : le greffier
- Charlayne Woodard : Sœur Peg
- Constance Wu : Candy

En sortant d'une soirée sur un bateau, des quidams aperçoivent le cadavre d'une adolescente dans l'East River. Aussitôt sur place avec le médecin-légiste Warner, Beck et Stabler constatent qu'elle a été violée puis battue à mort. Surtout, après leur avoir montré un tatouage indélébile représentant une patte de chien en bas de son dos, Warner les informe qu'elle semble faire partie d'une lignée de prostituées mineures qui ont été agressées sexuellement puis sauvagement massacrées. Intrigués par sa marque noire qui ressemble à un signe d'appartenance, les deux inspecteurs sont guidés par un tatoueur vers un autre qui gagne sa vie en tatouant des gamins, ce qui est interdit par la loi s'ils ne sont pas soutenus par leurs parents. Ainsi, ce dernier leur confirme qu'il a bien dessiné le sigle sur la défunte, Chantal, et leur remet une photographie qu'elle lui avait remise où elle l'exhibe avec deux autres filles, Monique et Sandra, également pom-pom girls. De fait, il s'avère également que ses copines ont connu le même sort qu'elle dans d'autres quartiers de New York. En interrogeant la mère adoptive de Chantal Vanner, Mrs. Mason, les détectives se rendent comptent qu'elle la considérait réellement comme sa progéniture au point de lui payer une école chère pour qu'elle puisse réaliser ses rêves. Or, elle l'a perdue de vue quand sa génitrice biologique, Rhonda, est réapparue dans sa vie pour obtenir sa garde. D'abord toxicomane, sevrée lors d'une cure de désintoxication, celle-ci s'est imposée dans leur relation pour récupérer Chantal désormais ado, soit un retour qui, selon madame Mason, n'est qu'un prétexte pour toucher les allocations familiales. De son côté, maintenant en charge d'autres enfants qu'elle a eus avec un autre homme, Rhonda Vanner certifie à Beck et Stabler qu'elle avait déposé une requête auprès du juge pour que son cas soit analysé pour savoir si elle est apte à ramener Chantal dans sa famille ou non.  En attendant la réponse de la Cour de l'enfance, la disparue a été replacée dans un foyer auprès d'autres orphelines ou fugueuses, comme Monique et Sandra. Dégoûtée par Rhonda qui voudrait intenter un procès au refuge, qu'elle accuse d'avoir raté la surveillance de sa gamine, pour s'enrichir en profitant de la mort de Chantal dont elle se moque totalement, Beck est encore plus abasourdie par le directeur qui lui rétorque qu'il ne peut pas veiller sur chaque mineure qu'il accueille dans son centre d'aide. Pourtant, certaines d'entre elles leur soufflent que des inconnus se glissent parmi elles pour faire la fête et, le plus important aux yeux de l'Unité spéciale, les engager pour se prostituer dans la rue. Chacun de leurs témoignages mentionnent un certain Victor qui serait très charismatique et gentil avec elles pour les pousser à vendre leurs corps pour son propre compte bancaire. Alors qu'une descente de police de grande envergure est prévue dans un endroit chaud spécialisé dans la prostitution enfantine, chamboulée par cette affaire glauque où un maquereau élimine ses gagne-pains en les violant et les tabassant jusqu'à la mort, Beck convainc Stabler d'intervenir immédiatement pour démanteler par surprise ce réseau en faisant peur aux travailleuses du sexe qui n'ont même pas la majorité. Leur opération clandestine fonctionne mais aucune de ces asphalteuses, toutes plaquées contre un mur, ne reconnait ni Chantal ni ses copines Monique et Sandra. Néanmoins, en examinant leurs dos, Beck observe l'empreinte animale gravée sur celui d'une nouvelle recrue, Belinda. Au poste de police, stoïque et imperturbable, elle leur atteste que son proxénète, le fameux et l’insaisissable Victor, l'a prise sous son aile depuis sa fugue provoquée par les abus sexuels qu'elle a vécus en vivant avec son beau-père ivrogne et sa mère handicapée. En débarquant et errant à New York, Victor l'a remarquée et l'a séduite pour la mettre sur le trottoir. Flattée de son intérêt à son égard, naïve et incrédule, Belinda s'est amourachée de lui et, aveuglée par son charme, le défend bec et ongles en affirmant aux flics qu'elle se sent en sécurité à ses côtés. De plus, questionnée à propos de Chantal, Monique et de Sandra qu'elle apprécie comme des sœurs de sang, refusant de croire qu'elles ne sont plus de ce monde, elle signale à Stabler et Beck qu'elles ont été "adoptées" par des clients fortunés, dont un dénommé Blake Peters. Avocat à ses heures perdues, il est pris en flagrant délit avec une minette dans une chambre d'hôtel et il est arrêté pour pédophilie. En revanche, ne niant pas sa déviance, suspecté de les avoir rossées car il a déjà été appréhendé pour violence conjugale avec son ex femme, il annonce à Stabler qu'il était fou amoureux de ces demoiselles et qu'il était prêt à les affilier légalement. Malgré ses penchants pervers, à la vue des clichés des mortes avec qui il a couché dans le passé, il est pris de vertige et vomit sous les yeux de Stabler, certain qu'il est innocent ou du moins des crimes sexuels dont le coupable court toujours dans la nature. De son côté, touchée par sa dernière cliente qui est une étudiante en manque de soutien financier qui n'a pas d'autre choix de que se dépraver pour survivre, Beck rejoint Stabler sur le fait qu'il faut absolument localiser Victor, ce mac qui fait croire à Belinda que ses camarades l'ont abandonné pour vivre avec des hommes d'affaires plein aux as pour, en fait, lui cacher qu'il les a tuées car elles n'étaient plus utiles pour lui. 

### Épisode 8:Mal placés
- États-Unis : 21 novembre 2006 sur NBC

- Bob Ari : Ignatius Petty
- Marlyne Barrett : Alma Cordoza
- Leo Burmester : Bud Gabler
- Margo Martindale : Rita Gabler
- Khaleel Carter : Marc
- Isabel Gillies : Kathy Stabler
- Allison Siko : Kathleen Stabler
- Connie Nielsen : Détective Dani Beck
- Viola Davis : Donna Emmett
- Marilyn Chris : Dora Hovis
- Louis Mustillo : Frank Hovis
- Linda Powell : Lauren White
- Mike Doyle : Ryan O'Halloran
- Elle Fanning : Eden
- Matthew Gumley : Joe
- Ken Howard : Docteur Arlen Rieff
- Carmen LoPorto : Charlie
- Philip Bosco : Juge Joseph P. Terhune
- Tomorrow Baldwin Montgomery : Wanda

En pleine nuit, un van, avec à son bord deux enfants ligotés d'une dizaine d'années, plonge dans le fleuve. Son chauffeur les a libérés puis les a abandonnés. Arrivé sur les lieux, Dani et Munch remarquent les traces de menottes sur leurs poignets mais, traumatisés ils refusent de leur parler. L'unité spéciale parvient à récupérer une photo des passagers adultes prise par une caméra de surveillance. Seule Beck réussit à créer un lien affectif avec la petite fille, Eden, qui lui dit qu'elle était accompagnée par sa mère, Alma, et qu'elle ne connait pas le petit garçon qui était avec elles. Elle lui dévoile également qu'elle a une sœur, Rosemary, mais qu'elle ne sait pas où elle se trouve. Impressionné par les facultés de sa nouvelle collègue, Stabler annonce à leur chef Cragen qu'elle a sa place dans l'unité spéciale mais ce dernier lui rappelle qu'elle peut remplacer Benson... De leur côté, Munch et Fin retrouvent la trace du conducteur qui se cache chez sa mère. Il leur explique qu'il ignore tout d'eux mais qu'Alma l'a payé pour qu'il les transporte d'Albany à Brooklyn. Lors de l'accident, elle a pris la fuite et il leur précise qu'il a sauvé les enfants. Ces derniers s'avèrent être adoptés mais les enquêteurs ont du mal à retrouver leurs parents biologiques. Alors que le Dr Huang interroge le petit garçon, Marc, en lui demandant de dessiner une maison, celui-ci s'énerve subitement, l'agresse physiquement avant de poignarder Stabler à la poitrine avec un stylo. À l'hôpital, la proximité entre Stabler et Beck est perturbée par l'arrivée soudaine de sa femme Kathy et de leur fille. Bouleversée, Beck les laisse entre eux. Quant aux jeunes rescapés, la tendre Eden est placée dans un bureau des services d'aide aux enfants tandis que le violent Marc est sous sédatifs dans un hôpital psychiatrique. Leur comportement opposé intrigue les inspecteurs et Huang théorise qu'ils sont tous les deux en manque d'amour parental. En enquêtant seule auprès de la nouvelle assistante sociale d'Eden, Beck comprend que les services sociaux d'Albany n'ont pas de dossiers sur eux et qu'ils ont disparu du système en raison d'un mauvais placement dans une ancienne agence d'accueil peu fiable.
Pendant ce temps, Munch et Fin repèrent la trace d'Alma dans une maison lugubre abandonnée. Elle s'est encore enfuie mais ils comprennent que plusieurs enfants ont habité ici. Ils retrouvent également dans une benne proche des peluches, des vêtements de petite taille ainsi qu'une cassette audio partiellement détruite. Sur les lieux, Cragen remarque l'absence de Beck qui fait cavalier seul et, au poste, lui demande d'obéir à ses ordres. La demeure appartient à une agence d'adoption incompétente, Ignatius Petty Adoption Agency, et, au refuge, l'assistante sociale d'Eden apprend à Beck qu'elle a rompu son contrat avec elle car son directeur utilisait les enfants à des fins monétaires et, en se lançant dans le privé à la suite de son retrait de licence, qu'il ne fait aucune enquête sur leur origine. Elle reconnaît également Alma sur la photo, explique l'avoir renvoyée jadis et qu'elle travaille désormais avec l'agence Petty. Son manager se défend en disant que la maison en question est utilisée pour organiser des rencontres entre les parents et les adoptés et nie connaître Alma... alors qu'elle apparaît sur une photo avec des enfants dans ses bureaux. Inquiet, il téléphone à Alma mais Beck trace son appel et les enquêteurs la retrouvent enfin dans une chambre d'hôtel. Au poste, elle leur raconte qu'elle voulait ramener Eden et Marc dans la maison de l'agence Petty car leurs parents adoptifs ne pouvaient plus les élever chez eux et justifie l'utilisation des menottes pour les calmer. Alma et Petty seront arrêtés pour mise en danger d'enfants et leur centre d'adoption risque de fermer. 
Mais l'enquête prend une autre tournure lorsqu'ils parviennent à écouter des bouts de la cassette audio volontairement cassée. Ils entendent trois voix d'adultes et une petite fille en train de suffoquer et de les supplier de la laisser respirer. Stabler pense qu'il s'agit d'une thérapie dite de la renaissance. Elle est recouverte par une couverture tandis qu'un homme mûr semble être allongé chez elle. De retour dans la maison d'adoption, les policiers découvrent le cadavre d'une fillette ensevelie sous terre. En voyant une photo de la morte, décédée en s'étouffant dans son vomi, Eden confirme qu'elle est bien sa sœur, Rosemary. Peu de temps avant son décès, elle a été violemment battue. Eden expose les faits à Beck et Stabler : elle vivait dans une maison de campagne avec Rosemary mais ceux qui les ont adoptées ont voulu se débarrasser d'elle car elle était trop méchante. Ils ont donc appelé Alma pour qu'elle la récupère dans le centre d'adoption Petty. Quant à Alma, elle reconnaît la voix du psychologue Rieff sur la bande audio. Ce dernier leur assure qu'il n'était pas présent lors de la mort de Rosemary mais qu'il donnait les instructions par à ses parents adoptifs, les Gabler, lors de sa thérapie de renaissance. Chez eux, ils constatent que le couple s'occupe de plusieurs enfants adoptés, dont des handicapés, et que tout semble normal. Mais lorsqu'Eden confie que sa sœur dormait dans une grange, Benson et Stabler y retournent et découvrent un petit garçon enfermé dans une cage comme un animal. Les Gabler sont aussitôt arrêtés pour maltraitance. 
Ces derniers se disculpent en refusant toute accusation de violence physique sur eux mais qu'ils en enferment quelques-uns en raison de leur sauvagerie avec leurs frères et sœurs. Les Gabler sont défendus par certains adoptés qui les défendent en affirmant qu'ils sont de bons parents. Le couple réitère en disant qu'ils prennent en charge des enfants que personne ne désire et qu'ils ne les ont jamais frappés. Pourtant, ils ont fait l'erreur de tester la thérapie de renaissance sur Rosemary, une fillette violente et agressive avec eux. Elle est morte lors de la séance. Alors que leurs voix sont identifiables sur la bande audio, Novak apprend à Stabler et Beck qu'elle est irrecevable comme preuve car elle a été remontée par les techniciens car certains morceaux sont inaudibles mais aussi que leurs autres enfants adoptés veulent retourner vivre avec eux. Ils ne peuvent que compter sur le témoignage d'Eden mais Beck, qui s'est attachée à elle, refuse qu'elle aille à la barre. 
Lors de leur procès, le docteur Rieff rejette la faute sur le couple en certifiant qu'ils n'ont pas suffisamment pris au sérieux ses conseils lors de l'exécution de la thérapie ce qui a provoqué la mort de Rosemary. Mais il les soutient en jurant qu'elle était dangereuse avec eux au point de les agresser avec un couteau. Par peur qu'elle les tue, ils s'enfermaient à clé dans la chambre la nuit tombée. Ils ont voulu la guérir mais ça a échoué. Leur avocate parvient à démontrer, avec l'aide de Rieff et d'une vidéo, que les enfants peuvent devenir méchants et menaçants lorsque leur mère leur donne plus du tout de l'attention. En manque d'affection parentale, ils peuvent développer des sentiments négatifs envers leurs parents. Dans le cas de Rosemary, avant d'être adoptée par les Gabler, elle a sans doute été élevée par des irresponsables ou des drogués ce qui a émergé en elle une violence et une haine qu'elle a extériorisées envers ces parents adoptifs. Affaiblie par l'alliance entre la défense et Rieff, Novak lui demande s'ils avaient raison de la laisser mourir d'asphyxie et de l'avoir ensuite enterrée. Il répond négativement à deux reprises. 
Pour réussir à les inculper, Novak demande à Beck de pousser Eden à témoigner contre eux. Elle lui relate tous les sévices qu'ils lui ont fait subir à elle et d'autres enfants et que sa sœur a bien été séquestrée dans la cage. La petite fille accepte de parler au tribunal à condition que Beck la ramène chez elle pour qu'elle se sente en sécurité. Elle accepte et lui propose de se reposer sur le canapé du salon. Alors qu'elle dort, elle est réveillée par Eden qui a mis le feu à son appartement. Au moment où il se répand rapidement, Eden devient incontrôlable et hurle qu'elle veut mourir. Mais Beck parvient à éteindre l'incendie tout en la maîtrisant. 

### Épisode 9:La Mort du cygne
- États-Unis : 28 novembre 2006 sur NBC

- David Wilson Barnes (en) : agent Hellerman
- Al Brown : Tom Sablone
- Catherine Bell : Naomi Cheales
- Bob Saget : Glenn Cheales
- Alan Davidson : Mr. Keener
- Elisabeth A. Furtado : Geneva Dworkin
- Sean Haberle : Steve
- Anne James : Docteur Jan Larom
- Richmond Hoxie : docteur Reed Vineland
- Alice Kremelberg : Julie
- Bernadette Peters : avocate Stella Danquiss
- Candice Renee : Colleen
- Will Triplett : Scott
- Chris Sarandon : Wesley Masoner
- Kristine Szabo : Danielle Masoner
- Caren Browning : Judith Siper

### Épisode 10:Shéhérazade
- États-Unis : 2 janvier 2007 sur NBC

- Paget Brewster : Sheila Tierney DuMont
- Malachy Cleary : directeur adjoint McFarland
- Brian Dennehy : Judson Tierney
- John Doman :  Mike Mollinax
- Erickka Jones : agent du FBI Peters
- Isabel Gillies : Kathy Stabler
- Allison Siko : Kathleen Stabler
- Jeffrey Scaperrotta : Dickie Stabler
- Erin Broderick : Maureen Stabler
- Patricia Cook : Elizabeth Stabler
- Judith Light : Elizabeth Donnelly
- Karl Kenzler : Père Dennis
- Patricia Kilgariff : Canasta Player
- John La Giola : Bishop
- Joseph Edward Taylor : Aide
- Victoria Wyndham : Rita Colino
- Mike Doyle : Ryan O'Halloran
- Karen Ziemba : le médecin de Tierney

À la suite de la requête d'un prêtre de sa paroisse, le Père Dennis, Stabler accepte de se rendre au chevet d'un certain Judson Tierney, un homme atteint d'un cancer du poumon en phase terminale. Ce dernier lui demande de ramener sa fille Sheila, désormais adulte, avec qui il entretient un rapport fâcheux depuis ses 18 ans. En échange, il lui racontera son secret concernant un crime qu'il a commis dans le passé. Intrigué par son chantage et le soupçonnant d'agression sexuelle sur son enfant, Stabler demande à Benson d'éplucher son casier judiciaire. Pourtant, il est vide. Un ancien serrurier irréprochable qui a quitté son métier au moment où il est tombé gravement malade. Le duo d'enquêteurs décide donc de rendre visite à Sheila, une institutrice désormais mère de deux petites filles. Lorsqu'elle apprend que son père est mourant, celle-ci est indifférente à son sort et souhaite qu'il meurt le plus rapidement possible. Elle refuse également de leur expliquer pourquoi elle ne veut plus lui parler ni le voir. Elle leur expose simplement qu'elle a cessé de le fréquenter depuis la mort de sa mère à ses 18 ans et qu'elle préserve ses enfants de sa présence. Au moment où Benson et Stabler quittent son domicile, elle leur quémande de lui ramener les innombrables cartes de vœux qu'il lui a envoyées au fil des années. En les ouvrant, ils remarquent qu'il a cherché son pardon sans l'obtenir tout en lui faisant don de 100 dollars chaque semaine. Cependant, elle refuse d'être achetée et les sollicite pour donner la somme totale à des associations. Elle leur fait savoir qu'elle les a conservées pour lui redonner le jour de sa mort afin qu'il sache qu'elle ne les a jamais lues. Pour Benson, elle refuse de lui pardonner car elle a sans doute subi un viol de son père tandis que Stabler pense qu'elle a coupé les ponts avec lui pour une autre raison. Pour avoir une idée claire sur Tierney, ils décident donc d'envoyer les cartes au laboratoire pour analyser son ADN et voir s'il est bien fiché dans la liste des prédateurs sexuels. Pendant ce temps, Stabler propose à sa collègue de faire connaissance avec lui à sa maison de retraite. Quand il la présente à Tierney, il la confond avec Sheila en raison de la morphine qui l'assomme. Dès lors, un rapport cordial s'installe entre lui et la flic. Mais Benson et Stabler doutent de lui car il semble jouer avec eux. Si sa fille ne lui rend pas visite, il ne se confiera pas à eux. Alors que son lourd traitement contre son cancer le fait dormir de longues heures, visiblement touchée par sa détermination à vouloir envoyer d'autres cartes d'anniversaire à ses petites-filles qu'elles ne verront pas comme les précédentes, Benson accepte de veiller sur lui pour entendre son crime. Pendant ce temps, Stabler apprend que les empreintes prélevées sur ces cadeaux appartiennent bien à Jake Tierney, qui n'était d'autre que le premier prénom de Judson. Sous son réel nom, lorsqu'il était jeune dans les années 1950, il a bien eu un passé criminel. Ancien cambrioleur récidiviste, il a purgé une peine de six mois avant de se ranger complètement. Cependant, en examinant les billets qu'il a donnés à sa fille, un scientifique lui montre qu'ils sont anciens et le plus récent remonte à 1970. En d'autres mots, ils proviennent d'un butin volé puis stocké quelque part. Comme les numéros de séries sont archivés au FBI, Stabler se rend chez eux pour trouver une piste intéressante sur Tierney. Un agent spécial lui certifie qu'elle est chargée d'une enquête non résolue, celle des "bandits aux Fedora". En 1971, deux braqueurs de banque se sont évanouis dans la nature avec leur butin provenant de plusieurs casses. Ils sont toujours traqués par le FBI et Tierney est bien l'un d'entre eux. Quant à Benson, toujours à son chevet, elle lui ordonne de lui dire s'il a violé Sheila quand elle avait 18 ans. Choqué, il lui affirme qu'il ne l'a jamais touchée et que son histoire n'est pas de l'ordre sexuel. 
Démasqué par Stabler, Tierney lui avoue bien qu'il était un des deux bandits et les braquages mais lui atteste qu'il a autre chose à leur confier. Depuis la naissance de Sheila en 1971, il a mis un terme à sa carrière de braqueur pour s'occuper d'elle. Les enquêteurs déduisent qu'elle ne veut plus lui parler car elle a découvert son passé criminel. Or, il leur annonce qu'ils font fausse piste. Agacé par son petit chantage, Stabler l'abandonne alors que Benson accepte de le soutenir physiquement vers sa fin de vie. Lorsque le prêtre Denis lui supplie de rentrer dans son jeu, Stabler veut savoir pourquoi il doit être manipulé par lui. Denis lui rétorque qu'il peut sauver toute la famille Tierney. Convaincu, Stabler accepte de poursuivre l'enquête sur lui. Sur le vif, Sheila apprend que son père était un voleur mais cette nouvelle l'indiffère. Elle révèle à Stabler la vérité sur son conflit avec lui. Quand sa mère est décédée, à ses 18 ans, il a voulu qu'elle reste avec lui pour qu'elle étudie à la fac mais elle a préféré partir en Europe. Néanmoins, elle n'a pas pu réussir son rêve car il a refusé de lui donner son acte de naissance, essentiel pour obtenir un passeport. En ouvrant de force le coffre de famille pour mettre la main sur des papiers importants pour en avoir un, elle a découvert que, sur l'acte de naissance en question, sa vraie mère était une dénommée Suzanne Molinax et non Léonore, depuis décédée. Son père s'est justifié en lui affirmant qu'est le fruit de sa liaison avec sa maîtresse car Lénore était stérile. Dégoûtée par cette révélation, Sheila a compris pourquoi sa mère adoptive ne lui avait jamais montré quelconque signe d'affection pour elle. En revanche, elle la comprend car elle a dû élever un enfant qui n'était pas le sien mais celui d'une autre femme. Trahie par son père, poussée par sa haine envers lui, Sheila a donc pris la décision de le rejeter et de fuir le domicile familial. Impatient de connaître l'histoire que lui cache Tierney car il a toujours pas réussi à les réconcilier, Stabler demande conseil au docteur Huang pour le faire parler. Celui-ci lui répond qu'il est le maître du jeu et qu'il lui racontera son crime le temps venu et qu'il agit comme la conteuse Shéhérazade. Il narre son histoire petit à petit pour la rendre captivante et captiver l'attention de son auditeur. Il essaie de résister à la mort en les manipulant avec des histoires de braquages et d'enfant illégitime pour mieux attirer Sheila et Stabler vers lui. Mais comme sa fille le renie, il a trouvé un substitut en la personne de Benson qui a accepté d'être à ses côtés pour attendre son récit qu'il dissimule toujours. Pour Huang, elle doit agir comme le ferait sa fille avec lui. Elle doit le brusquer et s'énerver contre lui pour le pousser à tout déballer. Malmené par elle, il lui assure que sa femme était bien stérile et qu'elle désirait à tout prix un enfant. Il n'a pas pu en adopter un à cause de son ancienne condamnation en prison. Malgré les origines de Sheila, issue d'une coucherie avec sa maîtresse, il lui promet que lui et Léonore ont toujours été de très bon parents pour elle. À son tour énervée par son histoire racontée au compte-gouttes, Benson s'emporte contre lui et s'apprête à l'abandonner sur son lit de mort. Au dernier moment, il se rétracte et lui demande de le suivre sur la tombe de son épouse où elle découvre un nouvel indice : un trousseau de clés caché sous un pot de fleurs. Résolu à conclure ce jeu de piste, Stabler tente d'ouvrir toutes les serrures du domicile de Judson. Dans son jardin, il décèle un bunker anti atomique sous terre qu'il parvient à ouvrir avec l'une des clés. À l'intérieur, il met la main sur un énorme ancien butin dans un coffre puis, dans un autre, sur un squelette momifié. Il s'agit de son complice, Jack. Son autopsie démontre qu'il a été tué d'une balle en plein cœur à bout portant et, comme le détermine ses anciennes pièces retrouvées dans ses poches et ses vieux habits, qu'il est bien décédé en 1971, l'année de la naissance de Sheila et de la formation puis dissolution des "bandits aux Fedora". Interrogé par Benson, Tierney confesse qu'il a bien abattu Jack et qu'il méritait sa mort. Selon lui, il n'avait pas de famille sauf une femme dont il a pris soin de lui envoyer de l'argent. Questionnée par Stabler, elle lui stipule que Jack lui offrait toujours des bijoux quand elle lui posait des questions sur son train de vie fastueux. Elle a toujours cru qu'il s'était enfui avec sa maîtresse avant d'apprendre, grâce à Stabler, qu'il était mort depuis une trentaine d'années. Pourtant, un jour, sa rivale est venue chez elle pour la supplier de quitter Jack dont elle était follement amoureux et surtout enceinte. Mais Jack a pris peur et l'a évitée. Désormais, le puzzle se reconstruit. De plus en plus affaibli par la morphine et son cancer, Tierney garantit à Benson que Jack est le père biologique de Sheila et qu'il a falsifié son acte de naissance et lui confesse enfin son crime.  En 1971, Jack l'a appelé pour qu'il lui ramène de l'essence car il a abattu Suzanne de sang-froid. Déçue par son manque de responsabilité envers leur nouveau-né et son indifférence pour elle, elle a voulu le dénoncer à la police pour ses braquages. Il l'a aussitôt tuée avant de lui demander de l'aide pour brûler son corps ainsi que leur bébé chez elle. Alors qu'il versait l'essence partout dans la maison de Suzanne, Tierney lui a tiré une balle en plein cœur pour l'empêcher de tuer son enfant puis il l'a ramenée auprès de sa compagne Lenore. Il l'a informée du crime qu'il a commis, de la raison qui l'a poussé à le faire ainsi que de tous les braquages qu'il avait organisé avec Jack. Elle a accepté d'élever la petite Sheila à condition qu'il mette un terme à ses braquages, ce qu'il a accepté. Enfin, il a déposé son cadavre et la totale de leur butin dans deux malles distinctes dans son bunker anti-atomique. Il a toujours caché la vérité à Sheila sur ses parents biologiques car il ne voulait pas qu'elle sache que son père n'était d'autre qu'un braqueur qui a assassiné sa mère, une maître-chanteuse qui s'apprêtait à le balancer aux flics. Ahurie par son récit et sous la demande de Tierney, Benson procède à son arrestation pour homicide et enlèvement. 
L'enquête n'est pas finie. Alors qu'il rouvre d'anciens dossiers pour mettre en accusation Tierney, Stabler et Fin lève le voile sur un certain Mike Mollinax, l'époux de Suzanne, qui est emprisonné à vie pour son meurtre et pour l'avoir brûlée. En prison, Mollinax prétend à Stabler qu'il était autrefois un ivrogne et qu'il violentait les femmes. Lorsque Suzanne l'a viré de leur domicile conjugal, il lui a juré qu'il la tuera et la brûlera s'il l'attrape avec un autre homme. Quand elle a été tuée, la police l'a immédiatement soupçonné de son assassinat prémédité et traqué. Ce dernier s'est réfugié chez sa maîtresse qu'il frappait également et celle-ci l'a donc dénoncé aux policiers. Sa réputation l'a tragiquement condamné à vie, en 1972, pour un crime qu'il n'a pas commis. Malgré sa tendance à tabasser les femmes, il n'a pas tué et incinéré Suzanne chez elle. Stabler parvient à convaincre le substitut du procureur Novak de blanchir son nom en le libérant de prison. Comme il ne pourra pas témoigner à la barre pour avoir abattu Jack en raison de sa phase terminale, Novak prend la décision de prendre sa déposition sous serment pour innocenter Mollinax. Ignorant tout de sa peine passée en prison depuis 1972, Tierney accepte de tout répéter à Novak qui enregistre son récit. Mais leur enregistrement s'arrête brusquement car Tierney perd connaissance à cause de son lourd traitement à la morphine. Sans sa déposition, elle ne pourra pas libérer Mollinax de prison. Son infirmière annonce à Novak, Benson et Stabler qu'il est sur le point de mourir mais qu'un produit puisant peut le réveiller si le malade est d'accord pour l'absorber. Malheureusement, il est beaucoup faible pour donner son accord et seul un proche peut accepter qu'on lui administre. Déterminé à sauver la peau de Mollinax, Stabler n'a pas d'autre choix que de retracer à Sheila son histoire familiale et la mort de ses deux parents biologiques. Elle se rend compte que Tierney lui a tout caché pendant toutes ses années pour la protéger et ne pas la décevoir. Abasourdie, elle se résout à signer les papiers médicaux pour qu'on le réveille afin qu'il puisse déposer sa déposition auprès de Novak. En revanche, elle conjure Stabler de lui dire qu'elle ne le fait pas pour lui mais seulement pour innocenter Mollinax du meurtre de sa mère qu'il n'a pas tuée. Hésitante à le voir sur son lit de mort, Sheila panique et Stabler lui rappelle que Tierney a agi comme un vrai père. Il l'a protégée de ses origines criminelles depuis son enfance car il l'a aimée comme si elle était son vrai enfant. Convaincue, alors qu'il reprend connaissance, elle s'approche de lui avant de rebrousser chemin. Il la reconnaît de loin, l'appelle mais elle est déjà partie. Benson le rassure en lui donnant sa parole qu'elle reviendra vers lui. Alors que sa douleur s'intensifie, il avoue ses crimes à Novak pour obtenir la libération de Mollinax. Il est finalement blanchi du crime de Suzanne grâce à lui. 

### Épisode 11:Torts partagés?
- États-Unis : 9 janvier 2007 sur NBC

- Tiffany Evans : Tessa Sennet
- Michael Michele : Valerie Sennet
- Blair Underwood : Miles Sennet
- Leila Fazel : un instructeur de la salle de musculation
- Danny Johnson : Phillip Anderson
- Liza Lapira : Lu
- Cornelius Jones, Jr. : un résident
- Edelen McWilliams : un résident
- Tim Miller : le greffier
- Maureen Mueller : Sara Jenner
- Connie Teng : Denise Fielding
- Michael Olajide, Jr. : un instructeur de la salle de musculation
- Marc Plastrik : principal Walker
- Alok Tewari  : le docteur
- Jill Marie Lawrence : Cleo Conrad
- Isabel Gillies : Kathy Stabler
- Peter Gerety : Juge Harrison
- Joanna Merlin : Juge Lena Petrovsky

Un couple en instant de divorce, les Sennet, se dispute la garde de leur fille adolescente, Tessa. Son père, Miles, était un alcoolique et un toxicomane tandis que sa femme Valerie a obtenu une ordonnance restrictive pour qu'il ne s'approche pas d'elle ou de sa fille sans autorisation. Alors qu'il passe du temps avec Tessa, l'assistance sociale écourte une nouvelle fois leur rendez-vous au grand désarroi de Miles. Le soir même, alors que Valerie prend sa douche, elle est agressée physiquement. Puis, un jour après, elle raconte à Benson et Stabler qu'elle a été violée et qu'elle a attendu pour les appeler car elle ne veut pas que Tessa sache qu'elle a subi un viol. Elle a reconnu son violeur qui est rentré par effraction chez elle : il s'agit de Miles.
Très vite, Benson et Stabler s'opposent sur son témoignage. Alors qu'elle pense qu'elle dit vrai, Stabler, lui, prétend qu'elle ment car son futur ex-mari n'a aucun antécédent de violence sur qui ce soit. Selon lui, elle est prête à tout pour avoir la garde de Tessa quitte à inventer un viol. Sa collègue lui reproche de prendre sa défense car lui-même s'apprête à divorcer avec Kathy. Mais l'affaire s'avère être difficile car Valerie refuse que sa fille soit entendue comme témoin par eux. Quant au juge Harrison, chargé de prolonger ou non son ordonnance restrictive, il a refusé de la renouveler. Questionnés par les enquêteurs, il explique qu'elle profite trop du système judiciaire pour obtenir tout ce qu'elle veut pour lui pourrir la vie. Son compagnon ne les a jamais frappées et il ne le considère pas comme une menace pour elles. Pour le juge, elle chercherait à nuire Miles par tous les moyens possibles. Contrairement à lui, l'assistante sociale rétorque à Fin et Munch que Miles insistait quotidiennement pour voir sa fille en se rendant chez son épouse, tout en respectant la distance dictée par son ordonnance, et que celle-ci a déménagé plusieurs fois car elle avait peur de lui. Fin lui rappelle qu'elle n'a pas droit de réduire le temps des visites entre lui et sa fille mais elle coupe court à son interrogatoire. Agacé par son indifférence, il s'apprête à déposer une plainte officielle contre elle car elle abuse de son pouvoir.
Interrogée par Benson et Stabler à son école, Tessa protège son père en affirmant qu'il a bien eu des soucis avec la drogue et l'alcool mais qu'il n'a jamais fait du mal ni à elle ni à sa mère. Elle dément lui avoir dit où elles habitaient désormais mais admet qu'elle avait les clés de son nouveau domicile dans son sac à dos. Leur discussion est avortée par Valerie qui leur demande de ne plus adresser la parole à sa fille et leur redit qu'elle n'a pas vu son père le soir de son viol car elle dormait. Benson pense que Tessa tente de le couvrir mais Stabler se doute encore plus de sa mère qui refuse que sa fille témoigne. De son côté, furieux, Miles garantit que Valerie ment pour le détruire. Il ne cache pas son passé de drogué alcoolique mais nie d'être un violeur. Même si des fibres ont été retrouvés chez sa femme, prouvant qu'elle a bien une relation sexuelle, il jure qu'il ne l'a pas touchée même s'il n'a pas d'alibi pour se défendre. Au poste, les deux conjoints se croisent au détour d'un ascenseur puis s'insultent et se frappent violemment. Les inspecteurs les séparent aussitôt. Benson et Stabler apprennent qu'elle s'est rétractée auprès de leur chef Cragen. 
Benson est convaincue qu'elle est revenue sur son témoignage pour protéger sa fille tandis que Stabler reste sur sa position : elle a inventé son viol. Pourtant, les fibres analysés appartiennent aux cheveux de Miles mais Stabler spécule que leur fille les a ramenés naturellement chez elles. Benson en doute fortement et se demande comment il a su leur nouvelle adresse. Alors que le duo se divise en raison de leurs opinions, le substitut du procureur se range du côté de Stabler et ordonne l'arrestation de Valerie Sennet pour faux rapport de police et accusation mensongère. Une démarche qui permet au Dr Huang d'interroger librement sa fille loin d'elle. Si elle avoue sa présence dans leur domicile la nuit de son viol, l'unité spéciale pourra perquisitionner l'appartement de Miles. Son épouse est bien arrêtée tandis que Tessa le défend une nouvelle fois en certifiant qu'il n'est un violeur et qu'il n'a jamais violé sa mère. Elle reconnaît que, avant son agression sexuelle, il était bien avec elle dans sa chambre mais qu'elle ne lui a rien dit sur leur nouvelle demeure. Elle persiste en réaffirmant qu'il ne ferait jamais du mal à sa famille... tandis que Valerie avoue avoir menti sur son viol dans l'unique but de ne pas la blesser. Mais elle leur répète qu'il l'a bien violée. 
Fin et Munch déduisent que seule l'assistance sociale connaît leur adresse du moment. En inspectant sa voiture, ils découvrent un traceur GPS bien caché et, en fouillant l'appartement de Miles, un livret sur cet appareil électronique. Il s'est rendu chez elles en suivant la balise dissimilée son véhicule. Il est à son tour appréhendé pour viol et harcèlement. Il leur assure qu'il est seulement rentré en douce chez sa future ex-compagne pour expliquer à sa fille ce qu'est "un chasseur de têtes", répondant à une question qu'elle lui avait posée. Elle a partagé avec lui sa crainte de devoir déménager avec sa mère à Dallas. Mis en colère par cette nouvelle, il a sorti de force Valerie de sa douche et l'a secoué violemment pour lui dire de ne pas lui prendre sa fille. Mais il réfute totalement le viol. Parmi les enquêteurs de l'unité spéciale, seul Stabler le croit tandis que Benson et Cragen rejettent sa version. Le docteur Huang leur apprend que Tessa défend son père qui, selon elle, n'est pas violent avec ses proches. 
Lors d'un rendez-vous entre Benson et la femme de Stabler, celle-ci lui demande si son mari travaille toujours avec Dani Beck. Benson la rassure en lui dévoilant son départ soudain de l'unité spéciale et qu'elle a été promue dans son ancien service au Danemark. Kathy lui demande de pousser son époux à signer les papiers de leur divorce. Isolé de son équipe, Stabler rencontre une voisine de Valerie qui lui décrit un enquêteur d'un bureau d'avocats, un certain Phil, qui s'était rendu chez elle un soir. Sa conviction que la victime ment irrite ses collègues dont Novak qui lui insinue qu'il délaisse la justice au profit de la défense de l'accusé tandis que Benson prétend qu'il est de son côté car il s'apprête à divorcer et qu'il a eu lui aussi des accusations de violence. Il est persuadé qu'elle a un amant. 
Lors de sa mise en accusation pour viol avec préméditation, harcèlement et violation de domaine privé, Sennet plaide non coupable et sa caution s'élève à 500 000 dollars, contrairement aux 100 000 dollars demandés par le ministère public. Le juge Petrovsky lui reproche sa violation de son ordonnance restrictive suivie du viol. Déçue par le montant, et alors que Benson la rassure par la somme élevée qui l'empêchera de sortir de prison, Valerie quitte le tribunal et refuse de revoir sa déposition avec Novak. Mais, en vendant leur deuxième maison, les parents de Miles la payent et il est aussitôt libéré Au poste, Stabler révèle à Benson que Valerie leur a caché l'existence d'un avocat avec qui elle couche. Soudainement, ils reçoivent un appel de l'hôpital qui leur déclare que Valerie est entre la vie et la mort. En pleine rue, il l'a immolé avec de l'essence. Son corps est à moitié calciné et, malgré les opérations qu'elle va subir, elle ne pourra pas survivre longtemps. À son chevet, elle a la force de redire à Benson qu'il l'a violée. Stabler culpabilise de ne pas l'avoir crue. 
Les inspecteurs retrouvent la trace de Tessa qui rejoint son père à Central Park. Il lui annonce qu'il a tué sa mère mais elle refuse de le croire. L'unité spéciale arrive in extremis et Miles demande à Stabler d'éloigner sa fille. Au moment où il sort un couteau de cuisine vraisemblablement pour se suicider, Benson lui tire dessus avec des balles en plastique qui l'immobilisent. Il est arrêté. Quant à Tessa, elle ira vivre avec ses grands-parents. 
Au poste, Benson reçoit la visite de Phillip Anderson, l'amant de Valerie. Alors qu'elle lui rapporte que l'enquête est close, il lui confirme bien qu'il enquêtait pour son avocat et qu'il a eu une relation sexuelle avec elle le soir de son viol tout en utilisant un préservatif. Au début de l'enquête, Stabler théorisait que les maris n'en utilisent pas pour coucher avec leurs propres femmes. Découvrant qu'elle a été manipulée par elle depuis le début, Benson lui propose d'aller lui rendre visite à l'hôpital car elle est dans un état grave mais Anderson refuse, prétextant qu'il s'agissait simplement d'un plan d'un soir.  

### Épisode 12:Beau parleur
- États-Unis : 16 janvier 2007 sur NBC

- Kelli Giddish : Kara Bawson
- Mark LaMura : Tom Bawson
- David Villalobos : Oliver Mitsakos
- Yin Chang : Chun Hao
- Sakina Jaffrey : Geeta Chanoor
- Carmen Goodine :  Edie Rimpo
- Navid Negahban : Dr. Rankesh Chanoor
- Kal Penn : Henry Chanoor
- Adam Beach : Détective Chester Lake
- Ernest Waddell : Ken Randall
- Tiffany Pao : Ming
- Pooja Kuma : avocate de la défense Debi Chanoor

Sur un campus, dans une résidence, une jeune Chinoise tuméfiée en larmes, Ming, s'enferme dans la salle de bain de sa chambre universitaire pour laver son linge taché de sang. Sa colocataire la presse de lui ouvrir la porte mais elle refuse de la voir. Devinant qu'elle a subi un viol, son amie contacte un conseiller universitaire, Ken, pour qu'il la persuade de raconter son agression sexuelle à son père qui n'est d'autre que Tutuola. D'abord réticente de contacter l'unité spéciale, elle lui fait confiance et narre son viol à Fin. Son agresseur encapuchonné et masqué l'a attaquée par surprise en pleine nuit dans la rue et l'a entraînée dans un coin isolé pour la violer. Il l'a forcée à lui dire qu'elle aimait ça avant de l'étrangler. Elle n'a pas vu voir son visage. Deux témoins l'ont vue en train d'abuser d'elle et l'ont sauvée en le pourchassant. Apeurée, Ming supplie Fin de ne rien raconter à ses parents mais Ken la rassure en lui disant qu'ils doivent le savoir. Paniquée, elle regrette d'avoir parlé et quitte Fin. Il demande à son fils de la pousser à faire une déposition. Malheureusement, elle refuse de coopérer avec l'unité spéciale. Sans son témoignage, Fin ne peut pas poursuivre l'enquête et il explique à son fils, qui le presse à retrouver le criminel, qu'il peut comprendre son choix car elle est encore traumatisée. Cependant, Benson le pousse à retrouver les deux témoins qui lui ont porté secours. Ces derniers ont appelé la police mais elle a refusé de les croire parce qu'ils étaient beaucoup trop éméchés et drogués. Heureusement, Fin parvient à les retrouver dans un bar à thème et ils lui expliquent qu'ils l'ont fait fuir en tentent de l'arrêter. Ils leur dressent un portrait-robot, celui d'un homme dont le visage est caché derrière un bandana sur la bouche, une capuche et des lunettes de soleil. Fin et son fils le montre à Ming et elle leur signale qu'il est bien son agresseur. Pourtant, alors qu'elle lui expose son emploi du temps du jour de son viol, Fin lui fait remarquer qu'elle ne lui dévoile pas tout. Selon elle, elle est partie du domicile de ses parents en fin d'après-midi avant d'être violée en début de soirée. Lorsqu'il essaye de la forcer à lui dire ce qu'elle a fait pendant six heures entre les deux créneaux, Ming met fin à leur conversation. Dès lors, la suspectant de connaître son agresseur ou d'inventer son viol, Fin se rend chez ses parents à Brooklyn où il rencontre sa sœur. Celle-ci lui confie qu'elle l'a accompagnée à une clinique gratuite pour obtenir des pilules contraceptives pour elle. Comme Ken, elle considère Ming comme une fille sérieuse et timide. Surtout, apprenant qu'elle a été agressée sexuellement, elle lui stipule que leurs parents ne doivent pas savoir qu'elle a subi un viol car ils l'ont promise à un homme pour un mariage arrangé. S'il apprend qu'elle est souillée, il la rejettera et compromettra l'avenir familial. D'ailleurs, ils refusent de la collaborer avec la police, prétextant qu'ils peuvent résoudre l'enquête eux-mêmes, tout en ignorant ce que leur fille ont réellement vécu, sans l'aide de Fin. Son père le menace de porter plainte contre lui et l'unité spéciale s'il interroge encore leurs filles. Quant à Ming, elle est interdite de sortir de sa maison familiale sauf pour aller en cours. Dès lors, Fin est confronté à une impasse. En plus d'escorter et de surveiller sa fille, son père annule l'enquête de son gré. Sans leur coopération, au grand désarroi de Ken, son agresseur ne peut pas être appréhendé. Mais ce dernier a récidivé. Une jeune femme blanche, Kara Bawson, a été violée dans sa galerie d'art. Interrogée par Fin, elle lui narre tout son viol, similaire à celui de Ming. Un homme au visage masqué derrière un bandana et des lunettes de soleil l'a frappée au visage, puis violée tout en lui demandant de le complimenter. Elle lui fait part qu'il était très bavard, qu'il a étouffé ses cris avec ses doigts et qu'il l'a contrainte de lui dire qu'elle était chanceuse qu'il lui donne du plaisir sexuel. Pour survivre, elle a accepté de lui faire des compliments alors qu'il l'a agressée et, surtout, il lui a soufflé qu'elle était la plus jolie fille qu'il avait vue. En visualisant le portrait-robot, elle s'effondre en larmes et reconnait son assaillant. Deux viols identiques malgré deux types de femmes différentes. L'une est étudiante boursière tandis que la seconde est la fille mondaine d'un promoteur très riche. Issu de l'unité spéciale de Brooklyn, l'inspecteur Chester Lake certifie à Fin et à son chef Cragen que leur criminel est le même qui sévit dans son arrondissement. Il s'agit d'un violeur et tueur en série qui a violé trois autres femmes avant de les étrangler à mort. Circonspect par son rapprochement entre son enquête et la sienne, d'autant plus qu'il a arrêté de tuer ses proies, Fin accepte de faire équipe pour traquer ce pervers. Leur première stratégie est de trouver un lien entre les victimes de Brooklyn et de New York. 
D'abord, ils interrogent Kara qui leur fait savoir qu'elle ne va jamais à Brooklyn et qu'elle n'a jamais vu Ming de sa vie. Ils sont surpris de voir qu'elle s'apprête à quitter New York pour un moment avec son père afin de se changer les idées et d'échapper à la couverture médiatique de leur affaire. Celui-ci les met sur la piste de l'ex de Kara, Olivier. Un de ses proches travaille avec lui et lui a confié qu'il avait une préférence pour des prostituées asiatiques. Trader, il nie la connaître. Grâce à Ken qui parvient à l'isoler de son père sur le campus, Ming fait savoir à Fin et Lake qu'Oliver donnait des cours d'économie à la fac et qu'il a tenté de flirter avec elle en lui conseillant de suivre des cours particuliers avec lui. Même elle a pris peur de ses avances car il a commencé à être agressif et elle a commencé à l'éviter. Au poste de police, malmené par Fin et Lake, Oliver se défend en insinuant qu'il n'est pas un violeur et qu'il n'a jamais touché toutes ses femmes, qu'elles soient mortes ou non. Leur interrogatoire brutal est stoppé par Stabler qui informe Lake et Fin que le violeur en série a récidivé et que sa nouvelle proie, Edie, est hospitalisée. Olivier est donc bien innocent. Elle leur retrace donc son agression sexuelle semblable à celle de Kara et de Ming. Elle leur fait part de deux détails cruciaux. Bavard, il l'a étouffée en mettant ses doigts dans sa bouche et elle a tout de suite su qu'il portait des gants en latex car elle est allergique à cette matière. Puis il lui a dit qu'il était désormais célèbre et qu'elle avait de la chance d'être sa victime. Autour de son cou, Lake décèle une marque de main similaire à celle retrouvée sur les femmes étranglées à Brooklyn. Il s'agit bien du même violeur en série qui, désormais, n'étrangle plus ses victimes jusqu'à leur mort. Il sévit dans plusieurs arrondissements tout en les choisissant au hasard sans se soucier de leurs origines ou de leur statut social. Rapidement, Lake et Fin comprennent que leur homme porte des gants de médecin et que l'une d'entre elles était médecin dans une clinique gratuite de contraception à Brooklyn, celle où Ming a accompagné sa sœur pour avoir une pilule. Elle appartient à un docteur réputé, Rankesh Chanoor, qui travaille également dans un hôpital à Manhattan. L'une de ses patientes n'est d'autre qu'Edie, la dernière femme violée. Le puzzle est reconstruit. Toutes les victimes ont fréquenté ces deux centres médicaux où travaille Chanoor sauf une défunte qui était sa voisine à Coney Island. Seule Kara ne s'est jamais rendue dans ces hospices. Pour éviter qu'il ne sache qu'ils enquêtent sur lui, le substitut du procureur Novak les couvre avec un mandat concernant sa fraude à l'assurance pour qu'ils perquisitionnent librement son bureau. Sous les yeux de son fils Henry, un homme de ménage qu'il semble mépriser, Chanoor est arrêté dans sa clinique par Lake et Fin. Même si elles étaient toutes ses patientes ou voisines, il nie les faits et semble être surpris qu'on l'accuse de viol et de meurtre. Leur entretien est brusquement avorté par l'arrivée de sa fille avocate. Lors d'un tapissage, il est habillé et masqué comme le violeur en série. Malheureusement, ni Edie ni Ming ne reconnaissent sa voix. Il est donc relâché. Le rapport entre Lake et Fin s'intensifie car le second pense que son collègue temporaire l'a mené sur une fausse route et qu'il est à deux doigts de bâcler leur traque. Malgré tout, ils décident ensemble de continuer à enquêter sur Chanoor. Dans son hôpital, une infirmière leur confesse qu'elle a eu plusieurs plaintes incognito de collègues féminines car Chanoor a tenté d'abuser d'elles mais elle a les influencées pour qu'elles ne portent pas plaintes contre lui car il est beaucoup trop célèbre et puissant. Il aurait pu détruire leurs carrières et leur avenir. L'une d'entre elles a repoussé ses avances violentes avant de démissionner. Elle a eu peur de lui car il lui a mis la main sur sa gorge pour l'étrangler... En fouillant dans le casier de Chanoor, son fils Henry interrompt Lake, qui ignore qu'il est le fils de leur suspect, et lui insinue qu'il fait fausse route sur son père. En inspectant le mur de son bureau, décoré de récompenses, de prix ou encore de photos de ses filles diplômées en droit et en médecine, le duo de flics s'aperçoit qu'il est très fier de leur réussite sociale. Mais ils découvrent aussi un album nostalgique et glauque constitué d'articles de journaux retraçant le parcours criminel et médiatique du violeur en série, également parsemé de commentaires écrits louant sa supériorité sur ses victimes et la police. Une preuve incriminant directement Chanoor qui semble être fier de ses viols en série au point de collectionner des coupures de presse qui vont du premier meurtre au dernier viol. Choqué, il reconnaît l'écriture de son fils et saisit qu'il l'a piégé. Sa fille avocate le conjure de ne pas le trahir mais il le dénonce. Questionné sur l'absence de photos de son seul garçon sur le mur de son bureau, il répond aux enquêteurs qu'il est un bon à rien et un raté contrairement à ses filles. Il a beaucoup trop honte de lui au point de le renier. Fin et Lake se rendent compte que l'homme de ménage qu'ils ont croisé dans son hôpital est son fils Henry, le vilain petit canard de sa famille. Ignoré par son père, il a voulu se venger de lui en l'accusant de ses propres meurtres et viols qu'il a commis en déposant son album dans son bureau. Il nettoie à la fois sa clinique gratuite et son hôpital où il a pu sélectionner ses proies. Quant à Kara, il l'a choisi en voyant sa photo dans un journal où elle était située à côté de son portrait-robot publié. En d'autres mots, Henry est considéré comme un loser par son père qui lui préfère ses deux sœurs surdouées. Son passeport est désormais fiché par les aéroports et les gares pour le coincer immédiatement. Grâce à sa carte bancaire utilisée pour acheter un billet pour Montréal, l'unité spéciale parvient à le retrouver dans un bus et l'intercepte. Alors qu'il tentait de fuir le pays, il clame son innocence. 
En parcourant son album où il se désigne comme une star du viol et du meurtre, Fin, Lake et Cragen discernent sa personnalité perverse. Souffrant d'un complexe d'infériorité face à ses deux sœurs talentueuses, Henry a décidé de devenir à son tour en violant et tuant des femmes. Il leur a demandé de les complimenter pendant qu'il les violait pour satisfaire son égo. Désormais, il jubile car il est devenu aussi célèbre qu'elles. Afin de plaire à son père à sa façon, il a cherché à l'humilier en ternissant sa réputation à travers ses crimes sexuels. Comme l'explique Fin à son chef, il a arrêté de tuer ses proies car il s'est rendu compte qu'elles ne pouvaient pas plus parler de lui à la police. Or, il désire qu'elles leur racontent ce qu'il leur a fait subir. Imbu de lui-même, il a également sélectionné Kara car elle était connue dans les médias et pour qu'elle participe à sa renommée nationale. Pour le pousser à plaider coupable, Fin et Lake font semblant de le féliciter pour son parcours meurtrier réussi. En lui disant qu'il est rusé et qu'il est le plus incroyable des psychopathes qu'ils ont traqué jusqu'ici, touché par leur louange à son égard, Henry dévoile son visage de pervers narcissique et sa haine pour son père. Il se présente comme un homme à femmes et un assassin insaisissable car invincible. Il a voulu détruire sa carrière en devenant un tueur et violeur en série populaire. Son plan a réussi car, maintenant, il ne pourra pas l'ignorer en raison de sa célébrité macabre. Lors de la lecture de son accusation, sa sœur avocate parvient à convaincre la juge de le laisser près de sa mère malade dont il est très proche afin qu'il lui fasse ses piqures habituelles. Selon elle, il est le seul à pouvoir lui faire des injections sans douleur car son père est beaucoup trop occupé. Malgré l'incompréhension de cet argument par Novak et Fin, la juge lui accorde cette demande, retire le passeport d'Henry et lui impose un bracelet électronique jusqu'à son procès. S'il sort de la maison de sa mère, il ira immédiatement en prison en attendant son jugement. L'enquête est donc close. Déçus par le sort juridique d'Henry, Fin et Lake se séparent cordialement, s'enthousiasment de savoir qu'il ne terrorisera plus la ville et retournent dans leur commissariat respectif. 

### Épisode 13:L'Expérience
- États-Unis : 6 février 2007 sur NBC

- Brian Keith Allen : infirmier
- Michaela Annette : Suzy
- Stephen Badalamenti : Mikey
- Kent Cassella : Hazmat Cop
- Eddie Clark : garde de sécurité
- Nathan Corbett : Taylor
- Wayne Duvall : Seth Millstead
- Bill Goldberg : Cupid
- Alana Maree Hibbs : enfant affaiblie
- Marjorie Johnson : nurse
- Luke Kain : Kevin
- Sean T. Krishnan : docteur Singh
- Mike Landry : officier Bates
- Justin McCarthy (acteur) : Raymond Nesbitt
- Karen Olivo : Jennifer Benitez
- Marquis Rodriguez : Diego Benitez
- Mike Doyle : Ryan O'Halloran
- Peter Robbie : Juge Walter Bradley
- Casey Siemaszko : un représentant de l'Environmental Protection Agency
- Katherine Terrill : réceptionniste
- Ray Wise : Roger Hanley

Une altercation violente se déroule au commissariat, dans l'agitation un jeune homme est assommé. Il venait déposé une enveloppe contenant des photos d'un petit garçon en sous vêtement. Les enquêteurs suivent la piste jusqu'à un immeuble délabré. Ils découvrent sur place que les habitants sont victimes de nombreux cambriolages. L'un des habitants, Seth Millstead, s'avère être l'homme qui a pris les photos et l'enfant, Diego Benitez, est l'un des voisins sans mandats les inspecteurs repartent les mains vides.
Quand Olivia revient voir la petite victime ils sont tous pris de vertiges, la mère et l'enfant perdent connaissance mais Olivia réussi a les évacuer de l'appartement et fais aussi évacuer l'immeuble. Au total 12 résidents de l'immeuble se retrouvent aux urgences pour les mêmes symptômes. Les services de santés fouillent l'immeuble et découvrent un baril plein de produits chimique inconnus.
L'hôpital annonce à Jennifer Benitez, la mère de Diego, qu'il est atteint d'un cancer du sang. Olivia est persuadée que c'est en lien avec le baril. Quand les inspecteurs veulent interroger Seth Millstead pour en savoir plus il découvrent qu'il a été poignardé en prison. En fouillant son appartement, ils découvrent les photos ainsi que d'étranges vidéos et des documents sur une expérience pharmaceutique.

### Épisode 14:Sous dépendance
- États-Unis : 13 février 2007 sur NBC

- Ned Bellamy : officier Garth Phillips
- Seamus Davey-Fitzpatrick : Tommy Truex
- Cary Elwes : Sidney Truex
- Emily VanCamp : Charlotte Truex
- Isabel Gillies : Kathy Stabler

Alors qu'il raccompagne son petit garçon, Tommy, dans l'appartement de sa mère Maura, l'avocat de la mafia, Sidney Truex, est aussitôt assommé par un intrus. Apeuré, son enfant appelle vainement avec sa mère qui est morte. Il actionne le bouton d'alarme et se réfugie dans un coin. Elliot Stabler et Olivia Benson, accompagnés de Melinda Warner, se rendent sur place et découvrent que la victime a été battue, violée et sodomisée avec un chandelier. Les deux inspecteurs interrogent ensuite Jennifer, la meilleure amie de Charlotte, qui prétend que la fille de Sidney a passé la nuit chez elle, mais sa mère lui demande d'arrêter de la couvrir. Elle donne finalement l'adresse de Ryan Benford, le compagnon de la seconde, où Charlotte s'y trouve. Cette dernière accepte de les accompagner, mais seule, car elle souhaite retrouver son petit frère. Pendant son interrogatoire, la jeune fille nie les faits. Mais plus tard, des preuves l'accablent et prise de culpabilité, elle casse la vitre de la salle, a le bras coupé et ensanglanté, puis est conduite à l'hôpital.

### Épisode 15:Un bébé disparaît...
- États-Unis : 20 février 2007 sur NBC

- Dana Ashbrook : James "Paddy" Kendall
- Kathleen Chalfant : juge Cutress
- Judith Light : Elizabeth Donnelly
- Kali Rocha : Cindy Marino
- Santo Fazio : Bernardo
- David Thornton : Lionel Granger
- Ali Reza : Docteur Rohit Mehta
- Linda Powell : Lauren White
- Pablo Schreiber : Dan Kozlowski
- Marian Seldes : Peggy Kendall
- Ashley Williams : Laura Kozlowski

Lors d'une soirée jeux entre amis, Laura Kozlowski, crois entendre du bruit dans ma chambre de son fils, Kendall. Alors qu'elle va vérifié, le bébé a disparu. Stabler interroge Laura qui dit que le kidnappeur pourrait être le père biologique, Dan Kozlowski. Au cours de son arrestation il balance un sac noir à l'eau, Stabler plonge, pensant sauver le bébé Mais le sac est rempli de drogue, Dan devait effectuer une livraison pour payer ses dettes.
Retour a la case départ pour Stabler qui commence a soupçonner la mère de meurtre. Pour avoir des infos, Eliott laisse fuiter des info a une journaliste mais celle-ci va trop loin et pousse au suicide la jeune mère fragile.
L'équipe cherche alors le père biologique, quand ils apprennent que Dan ne l'est pas. Ils découvre que Kendall porte comme prénom le nom de famille de son vrai père.

### Épisode 16:Le Fils de mon père
- États-Unis : 27 février 2007 sur NBC

- Michael Carbonaro : Jeff Trapido
- Kim Delaney : capitaine Julia Millfield
- Mary Stuart Masterson : Docteur Rebecca Hendrix
- Gregory Alan Williams : détective Folkner
- Mike Doyle : Ryan O'Halloran
- Jodie Trappe : Donna Leonte
- Arian Moayed : Amal Qinawi
- Roberto Purvis : Bobby Trapido
- Michael Weston : Simon Marsden

### Épisode 17:Le Désaveu
- États-Unis : 27 mars 2007 sur NBC

- Kathy Baker : Hannah Curtis
- David Lipman : Juge Arthur Cohen
- Erika Bradshaw : la greffière
- James Coll : un flic de l'ESU
- Tim Daly : révérend Jeb Curtis
- Chad Hoeppner : Trent Labette
- Karl Kenzler : Père Denis
- Lilli Lavine : une journaliste
- Anthony C. Mazza : un flic de l'ESU
- Joe Melendes : un journaliste
- Manny Perez : un agent de la DEA
- Eleanor Scully : une journaliste
- Sandra Shipley : Rhona Antrim
- Corey Sorenson : Paul Curtis
- Amie Tedesco : Lucy Curtis
- Mike Doyle : Ryan O'Halloran
- Jonah Triebwasser : un fidèle de l'église

### Épisode 18:Le Goût du poison
- États-Unis : 3 avril 2007 sur NBC

- Sarah Drew : Rebecca « Becca » Rice
- Laura Leighton : Lilian Rice
- Neal Matarazzo : Mr. Tamkin
- Lynn Hawley : Rose Tamkin
- Rob Mayes : Mark Schroeffel
- Judith Light : Elizabeth Donnelly
- Allison Siko : Kathleen Stabler
- Linda Powell : Lauren White
- Hunter Parrish : Jordan Owens
- Leven Rambin : Reagan Michels
- Roger Rathburn : Randall
- Denise Lute : Eve Wilson
- Joe Ricci : Kevin Banks
- Kelly Rebecca Walsh : Sheila Banks
- Peter Hermann : Trevor Langan

### Épisode 19:Strictement personnel
- États-Unis : 1er mai 2007 sur NBC

- Kathryn Hays : Jane Willet-Marcus
- Chance Kelly : Trooper Lawley
- Frankie Faison : Tom Nickerson
- Alex Wipf : Docteur Pressman
- Josh Casaubon : Michael Thatcher
- Graham Wilson : Acteur
- Maggie Burke : Sharon Marsden
- Rick Zahn : Chef de la Police
- Kim Delaney : capitaine Julia Millfield
- John Rue : Sergent Ludlow
- Vincent Spano : Agent Dean Porter
- Mike Doyle : Ryan O'Halloran
- Michael Weston : Simon Marsden

Olivia Benson est appréhendée par l'agent Dean Porter qui ne travaille plus pour le FBI. En effet, elle a envoyé de l'argent à son frère, Simon Marsden, et a été balancée par Julia Millfield, la capitaine du département de police de River Park à New Jersey, qui est toujours convaincue de la culpabilité de ce dernier pour le viol de Donna Leonte. Plus tard, elle tabasse à coups de pied un autre suspect, Michael Thatcher, qui a violé deux femmes afin de lui extorquer des aveux. Son demi-frère la contacte pour qu'elle lui donne de l'argent, mais alors qu'elle est accompagnée de l'agent Porter, Simon s'enfuit, puis une voiture qui a le même modèle et la même marque que lui a tenté de la renverser. Elle fait ensuite la rencontre de la mère de Simon, Sharon, qui souffre de la maladie d'Alzheimer, mais semble se souvenir d'elle. Le docteur Pressman, un médecin légiste, lui apprend que son père, Joseph Hollister, est mort il y a 10 ans des suites d'une forte consommation de médicaments contre l'insomnie et d'alcool. Elle découvre ensuite que son géniteur travaillait pour un fast-food qui distribuait des repas aux universités d'Hudson et de Manhattan, là où Jane Willet et sa mère Serena étaient aux réfectoires quand elle l'ont connu en 1969. Malgré les médicaments, il souffrait de dépression chronique et a mis fin à ses jours. 

### Épisode 20:Sans demi-mesure...
- États-Unis : 8 mai 2007 sur NBC

- Dylan Walsh : Malcolm Royce
- Shelby Adamowsky : Jennifer Royce
- Lucas Delvasto : Tyler Royce
- Wendy Barrie-Wilson : la femme de la photo
- Maria Amanesto : Martha
- Elizabeth Flax : infirmière des urgences
- Deep Katdare : Docteur Parnell
- Rachel Stern : Millie Lefkowitz
- Quisha Saunders : La serveuse
- Reade Kelly : Bud Yellin
- Isabel Gillies : Kathy Stabler
- Allison Siko : Kathleen Stabler
- Jeffrey Scaperrotta : Dickie Stabler
- Patricia Cook : Elizabeth Stabler
- Mike Doyle : Ryan O'Halloran

### Épisode 21:Éternelle adolescente
- États-Unis : 15 mai 2007 sur NBC

- Clark Middleton : le propriétaire
- Scott Sowers : Tim
- Michael Welch : Scott Huston
- Lisa Strum : Tonya Majeski
- Joanna Beckson : Angela Farrell
- Steve Beauchamp : Frank
- Katherine Puma : Virginia Cuskey
- Dan Leonard : Riley Cuskey
- Laurie Dawn : Clonie Blake
- Diana Cossa : Docteur Merrins
- YIfa Maria Edelstein : Sonia Briglund
- Brian Anthony Wilson : Milton Sarlove
- Allison Siko : Kathleen Stabler
- Jeffrey Scaperrotta : Dickie Stabler
- Erin Broderick : Maureen Stabler
- Patricia Cook : Elizabeth Stabler
- Barry Bostwick : Oliver Gates
- Misti Traya : Cassandra Sullivan
- Patricia Kalember : Juge K. Taten
- Peter Robbie : Juge Walter Bradley

### Épisode 22:Les Corrompus
- États-Unis : 22 mai 2007 sur NBC

- Lisa Gay Hamilton : Teresa Randall
- Ludacris : Darius Parker
- Nancy Grace : Elle-même
- Star Jones Reynolds : Elle-même
- Tiffany Thompson : Angela Bowden
- Steven Weber : Matthew Braden
- Jack McGee : Lieutenant Allan James
- Albert Insinnia : Lieutenant Pizzelli
- John Schuck : Le Chef des Détectives
- Judith Light : Elizabeth Donnelly
- Adam Beach : Détective Chester Lake
- Vincent Spano : Agent Dean Porter
- Isabel Gillies : Kathy Stabler
- Allison Siko : Kathleen Stabler
- Michael Weston : Simon Marsden
- Ernest Waddell : Ken Randall

L'unité spéciale est sous tension, car le procès de Darius Parker va bientôt commencer et les médias de la ville de New York en font un événement télévisuel, étant donné que l'accusé est le beau-fils de l'inspecteur Odafin Tutuola. Teresa Randall, la mère du suspect, refuse de témoigner au tribunal et fait tout pour éviter de confronter son fils. Pour rappel, Darius a tué Nina Stansfield et son fils, mais ses aveux et les preuves des deux meurtres ne sont pas recevables, car l'ancien avocat, Robin, n'a pas été prévenu, alors qu'il l'avait demandé. Désormais défendu par Matthew Braden, un ancien policier devenu avocat, il fait mine d'être malade pour ne pas participer au procès. Au tribunal, Melinda Warner, la médecin légiste, explique la façon dont le meurtre de Nina s'est déroulé et mentionne, sans le vouloir, celui du bébé. Darius et Braden interrogent Fin et Elliot, mentionnent le test positif à la cocaïne du premier et l'arrestation pour conduite en état d'ivresse de la fille du second, ce qui pousse la juge Donnelly à se récuser, car elle est au courant de cette seconde affaire. 